# Walhalla (mauzoleum)
Walhalla – niemieckie mauzoleum w Donaustauf, pod Ratyzboną w Bawarii. Gmach wzniesiono na wzgórzu Bräuberg nad rzeką Dunaj w latach 1830-1842. Jest jednym z najbardziej znanych miejsc pamięci w Niemczech.

## Charakterystyka
Idea stworzenia symbolu pamięci narodu niemieckiego pojawiła się na początku XIX wieku po triumfie Napoleona i upadku Świętego Cesarstwa Rzymskiego Narodu Niemieckiego, gdy krajobraz polityczny w krajach niemieckojęzycznych uległ rozdrobnieniu i pojawiło się uczucie głębokiego upokorzenia. Idea zakładała, że miała powstać świątynia chwały bohaterskich i duchowych czynów Niemców rozumianych jako wspólnota kulturowa oparta przede wszystkim na języku (np. w Walhalli eksponowane są popiersia rosyjskiej carycy Katarzyny II, urodzonego na Dolnym Śląsku Iwana Dybicza – rosyjskiego dowódcy odpowiedzialnego m.in. za tłumienie powstania listopadowego czy króla Anglii i Szkocji – Wilhelma III Orańskiego). Zanim w 1830 roku rozpoczęto budowę gmachu mauzoleum, od końca pierwszej dekady XIX wieku powstawały już pierwsze jego eksponaty (pierwsi zaangażowani rzeźbiarze: Schadow, Tieck, Landolin Ohmacht). Lokalizacje pod gmach wybierano ponad dwadzieścia lat, co wiązało się nie tyle brakiem środków na budowę, co z dynamicznie zmieniającą się sytuacją polityczną w samej Bawarii. Ostatecznie zdecydowano się na malownicze wzgórze Bräuberg (420 m n.p.m.). Nazwa mauzoleum na wzgórzu w Donaustauf pochodzi od Walhalli z mitologii nordyckiej (Wallhall od staronordyjskiego – sala bohaterów), gdzie było to miejsce dedykowane poległym w chwale wojownikom (tzw. Einherjerów), których z pola bitwy zabierały walkirie, a na progu Walhalli witał ich Bragi. Walhalla to w kilku mitologiach europejskich kraina wiecznego szczęścia. W swym kształcie architektonicznym Walhallia z Bawarii nawiązuje do marmurowej greckiej świątyni, szczególnie do Partenonu. Podczas gdy Walhalla w mitologii nordyckiej służyła jako dom dla chwalebnie poległych w bitwie, bawarską Walhallę przeznaczono nie tylko dla wojowników, ale także dla naukowców, pisarzy i duchownych, zarówno mężczyzn, jak i kobiety, choć jak wskazują krytycy ci pierwsi nadal dominują. Dziesiątki lat przed powstaniem nowoczesnego państwa niemieckiego w 1871 roku i stopniowym kształtowaniem się wyraźniej tożsamości niemieckiej, „niemiecki” był początkowo rozumiany jako „germański” i obejmował wszystkie starożytne kultury tworzone przez plemiona germańskie (m.in. Goci, Wandalowie, Longobardowie, Anglosasi). Walhalla znajduje się w niespełna czterotysięcznym miasteczku Donaustauf na wzniesieniu nad Dunajem, 10 km na wschód od Ratyzbony, w niemieckiej Bawarii. Stanowi własność rządową tego kraju związkowego. We wnętrzu znajdują się popiersia postaci historycznych oraz tablice pamiątkowe. W kilku przypadkach upamiętnieni są autorzy anonimowi dzieł które miały wpływ na kulturę współczesnej Europy. Walhalla została wzniesiona w latach 1830-1842 przez króla Bawarii Ludwika I na podstawie projektu architekta Leo von Klenzego. Pierwszą listę nazwisk osób upamiętnionych w Walhalli kompletował doradca polityczny króla – historyk Johannes von Müller. Dziś swoją propozycje może zgłosić każdy Niemiec co najmniej 20 lat po śmierci upamiętnianej postaci. Koszt popiersia ponosi wnioskodawca a wnioski raz na pięć lat rozpatrywane są przez radę naukową wyznaczoną rząd Bawarii.

## Upamiętnieni popiersiem

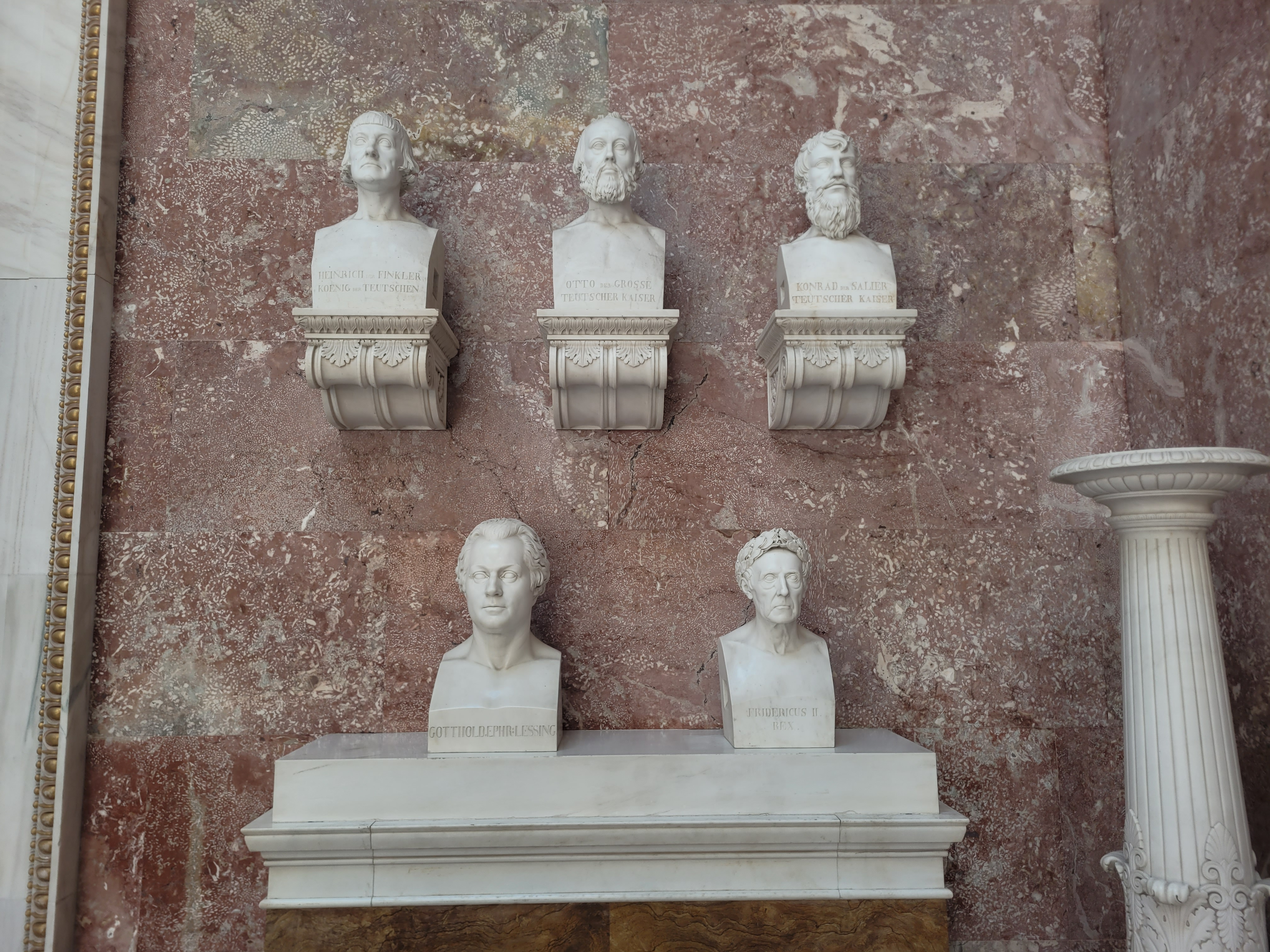
Górny rząd (od lewej): Henryk I Ptasznik, Otton I Wielki, Konrad II Salicki.
Dolny rząd (od lewej): Gotthold Ephraim Lessing, Fryderyk II Wielki.

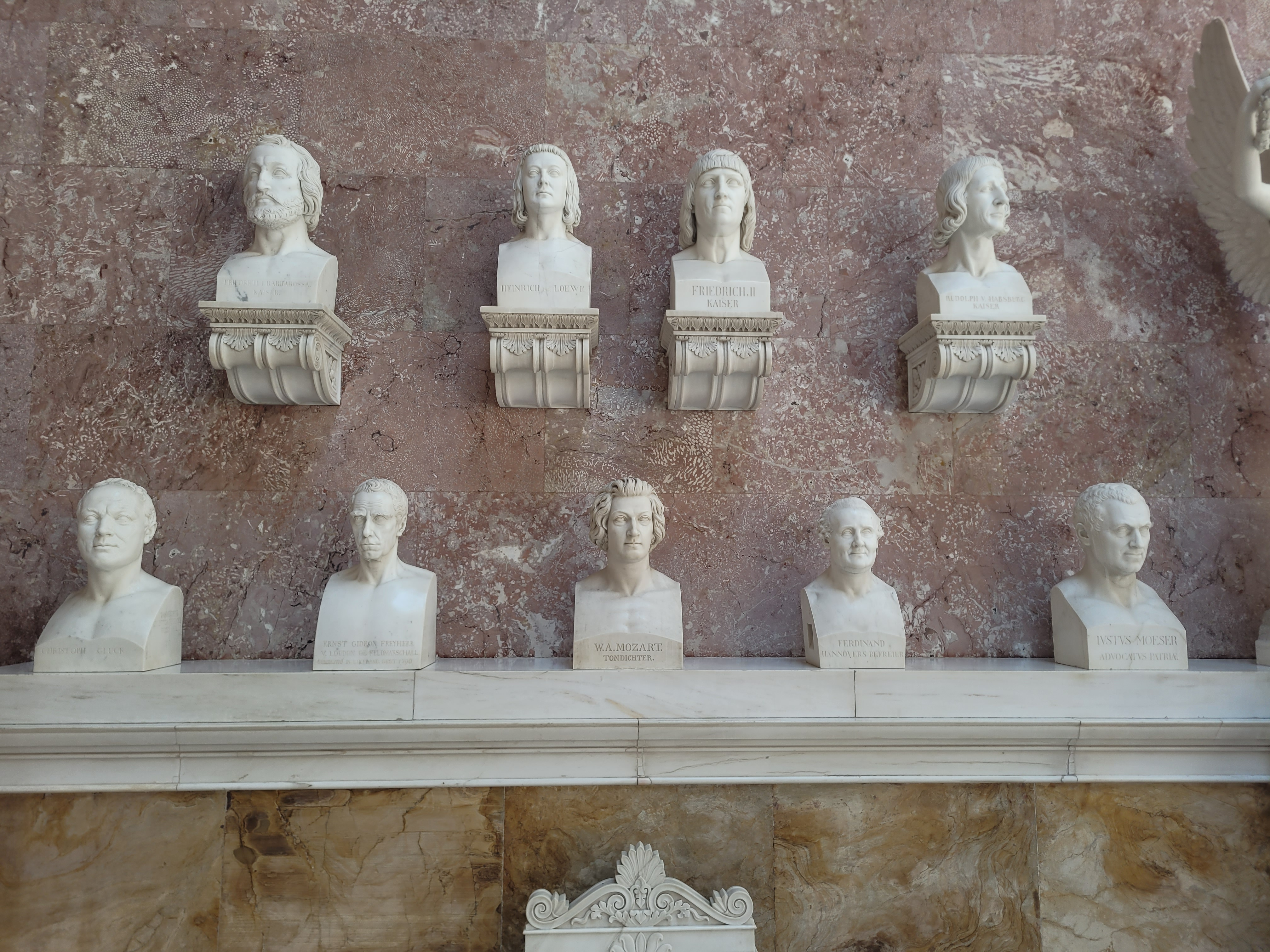
Górny rząd (od lewej): Fryderyk I Barbarossa, Henryk Lew, Fryderyk II Hohenstauf, Rudolf I Habsburg.
Dolny rząd (od lewej): Christoph Willibald Gluck, Gideon Ernst von Laudon, Wolfgang Amadeus Mozart, Ferdynand, książę Brunszwiku-Wolfenbüttel, Justus Möser.

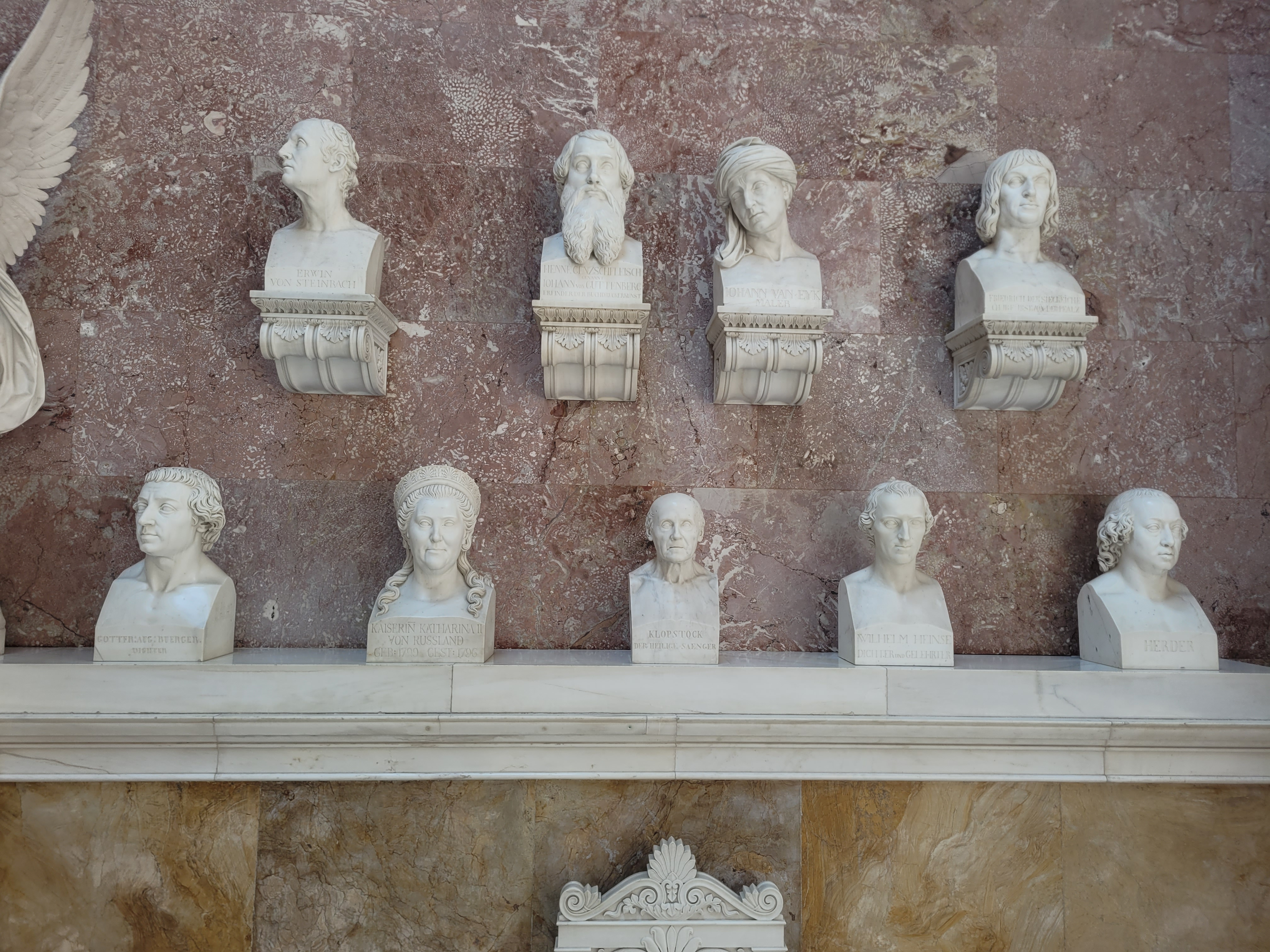
Górny rząd (od lewej): Erwin von Steinbach, Johannes Gutenberg, Jan van Eyck, Fryderyk Wittelsbach. Dolny rząd (od lewej): Gottfried August Bürger, Katarzyna II Wielka, Friedrich Gottlieb Klopstock, Wilhelm Heinse, Johann Gottfried Herder.

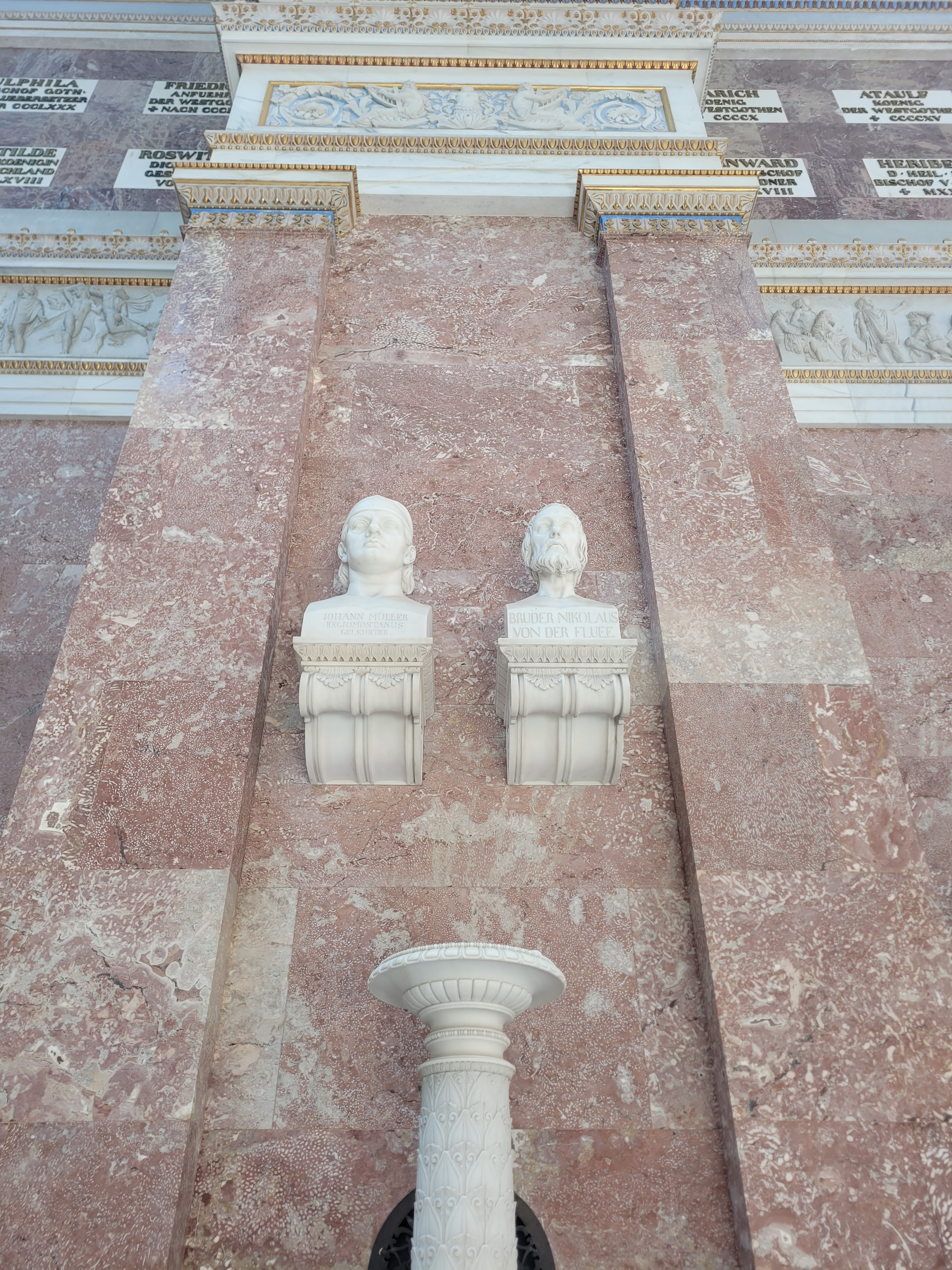
Górny rząd (od lewej): Johann Müller Regiomontanus, Mikołaj z Flüe.

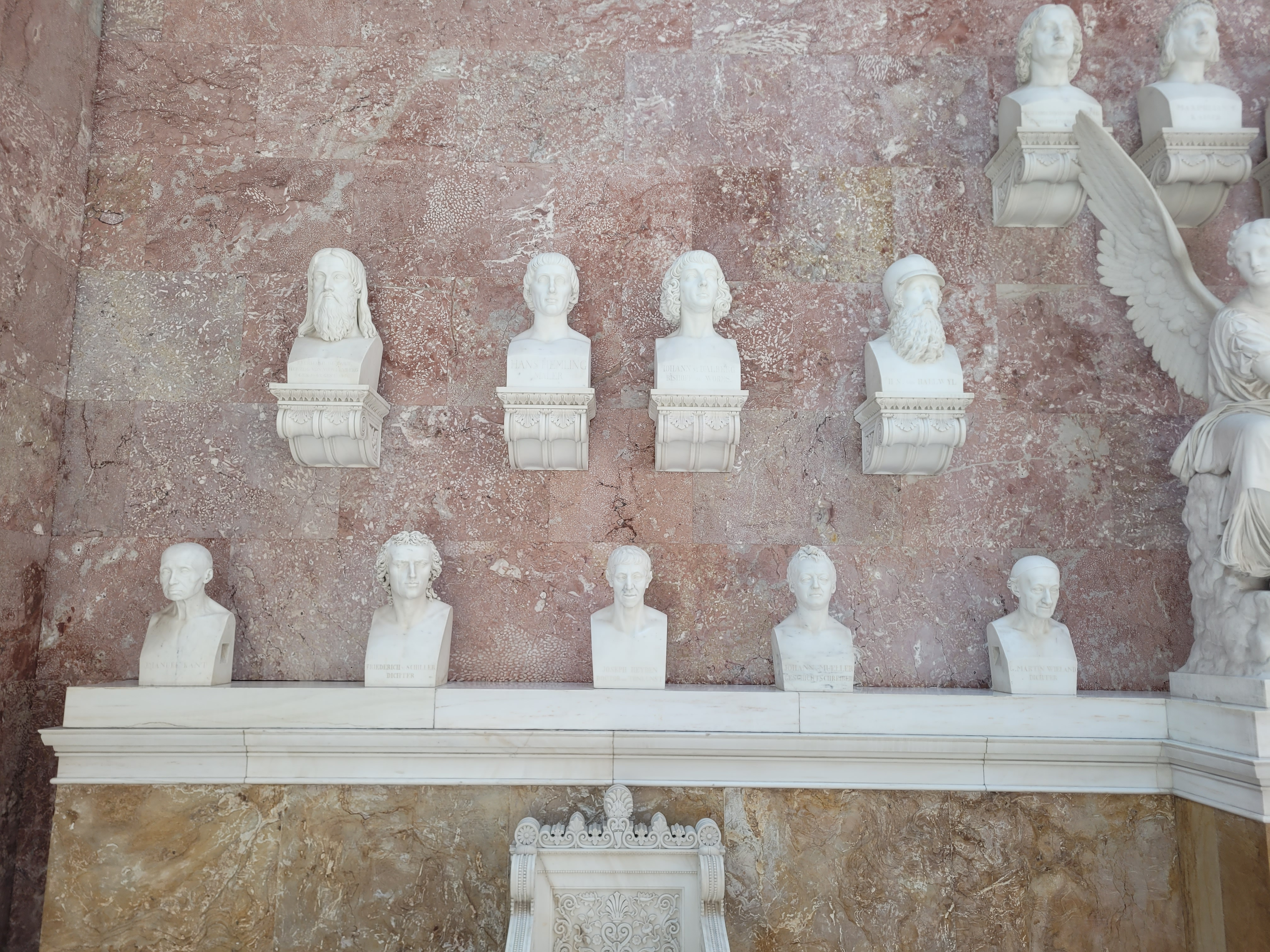
Górny rząd (od lewej): Eberhard V Wirtemberski, Hans Memling, Johann von Dalberg, Hans von Hallwyl. Dolny rząd (od lewej): Immanuel Kant, Friedrich v. Schiller, Joseph Haydn, Johannes von Müller, Christoph Martin Wieland.

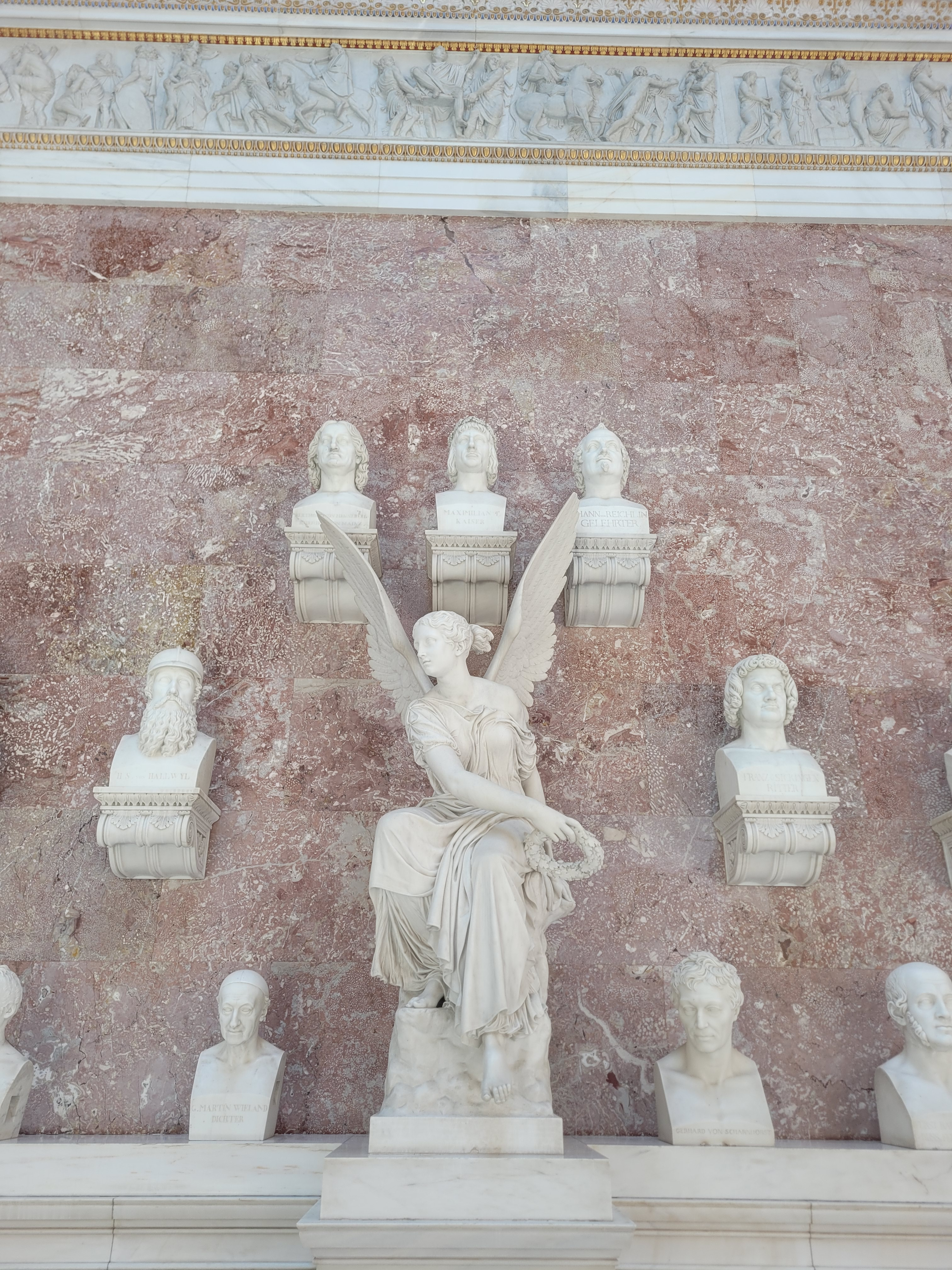
Rząd nad aniołem (od lewej): Berthold von Henneberg, Maksymilian I Habsburg, Johannes von Reuchlin.

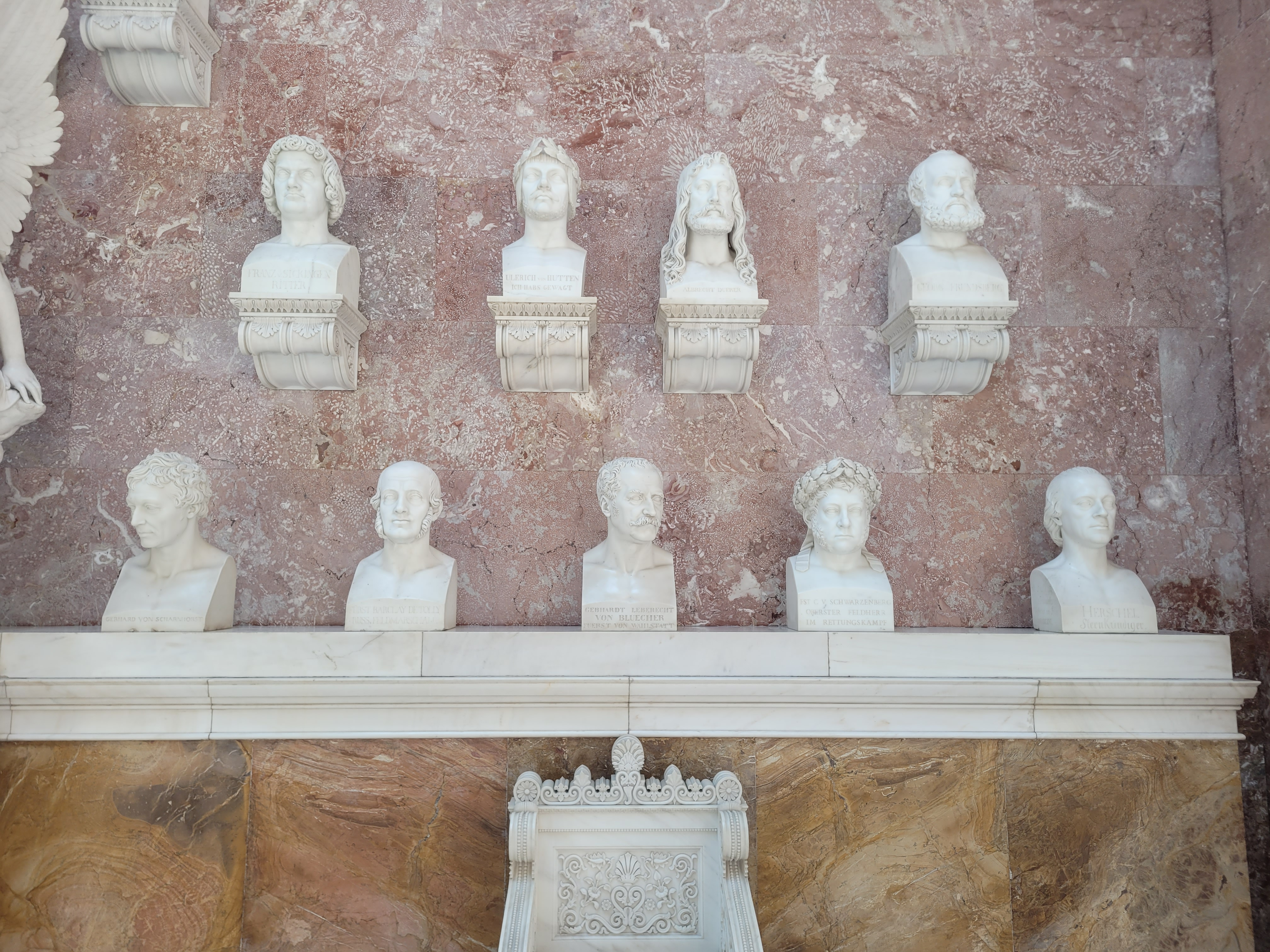
Górny rząd (od lewej): Franz von Sickingen, Ulrich von Hutten, Albrecht Dürer, Georg von Frundsberg. Dolny rząd (od lewej): Gerhard von Scharnhorst, Fürst Barclay de Tolly, Gebhard Leberecht von Blücher, Karl Philipp Schwarzenberg, William Herschel.

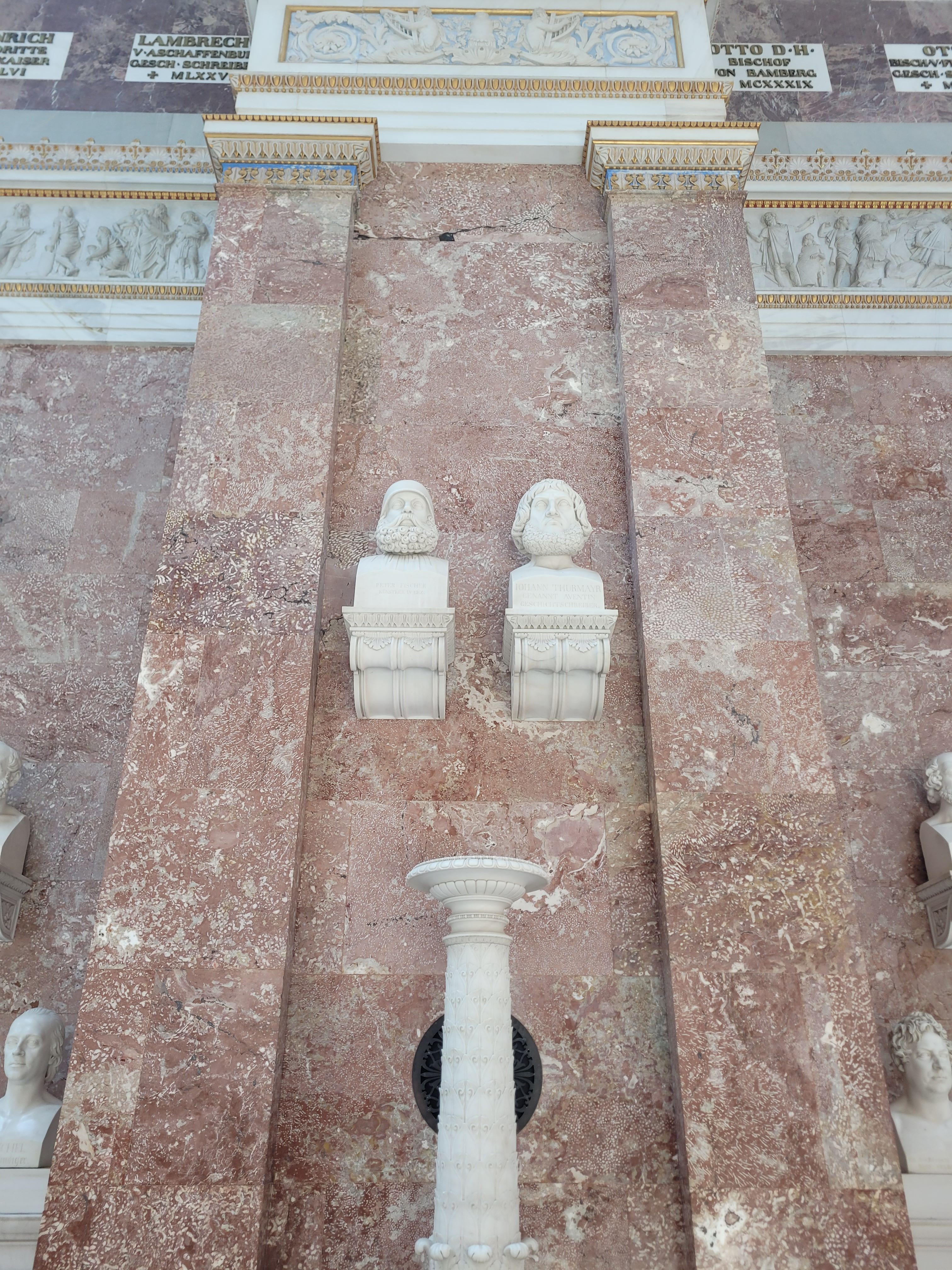
Górny rząd (od lewej): Peter Vischer starszy, Johannes Aventinus.

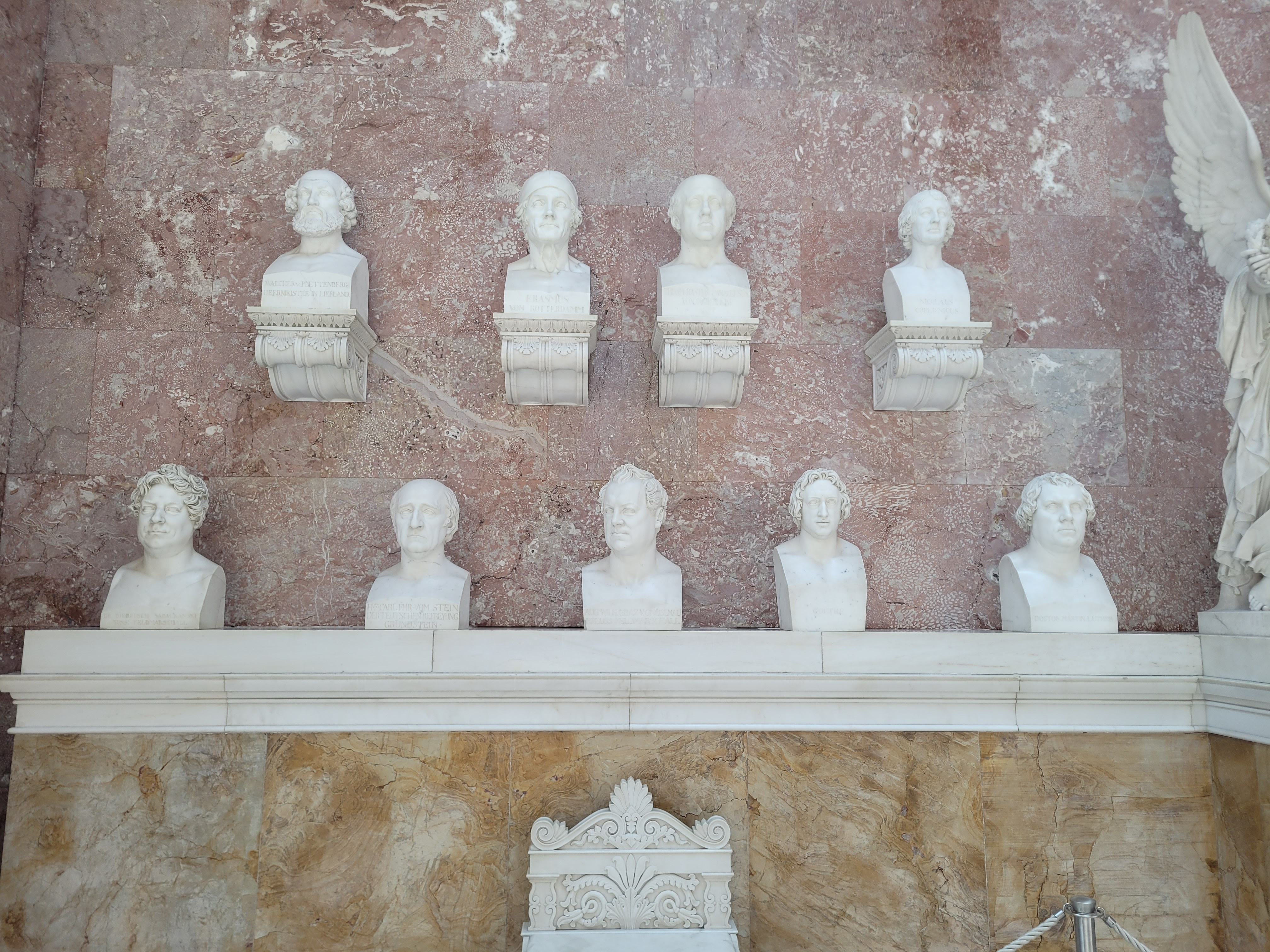
Górny rząd (od lewej): Wolter von Plettenberg, Erazm z Rotterdamu, Paracelsus, Mikołaj Kopernik. Dolny rząd (od lewej): Iwan Dybicz Zabałkański, Heinrich Friedrich Karl vom Stein, August Neidhardt von Gneisenau, Johann Wolfgang von Goethe, Martin Luther.

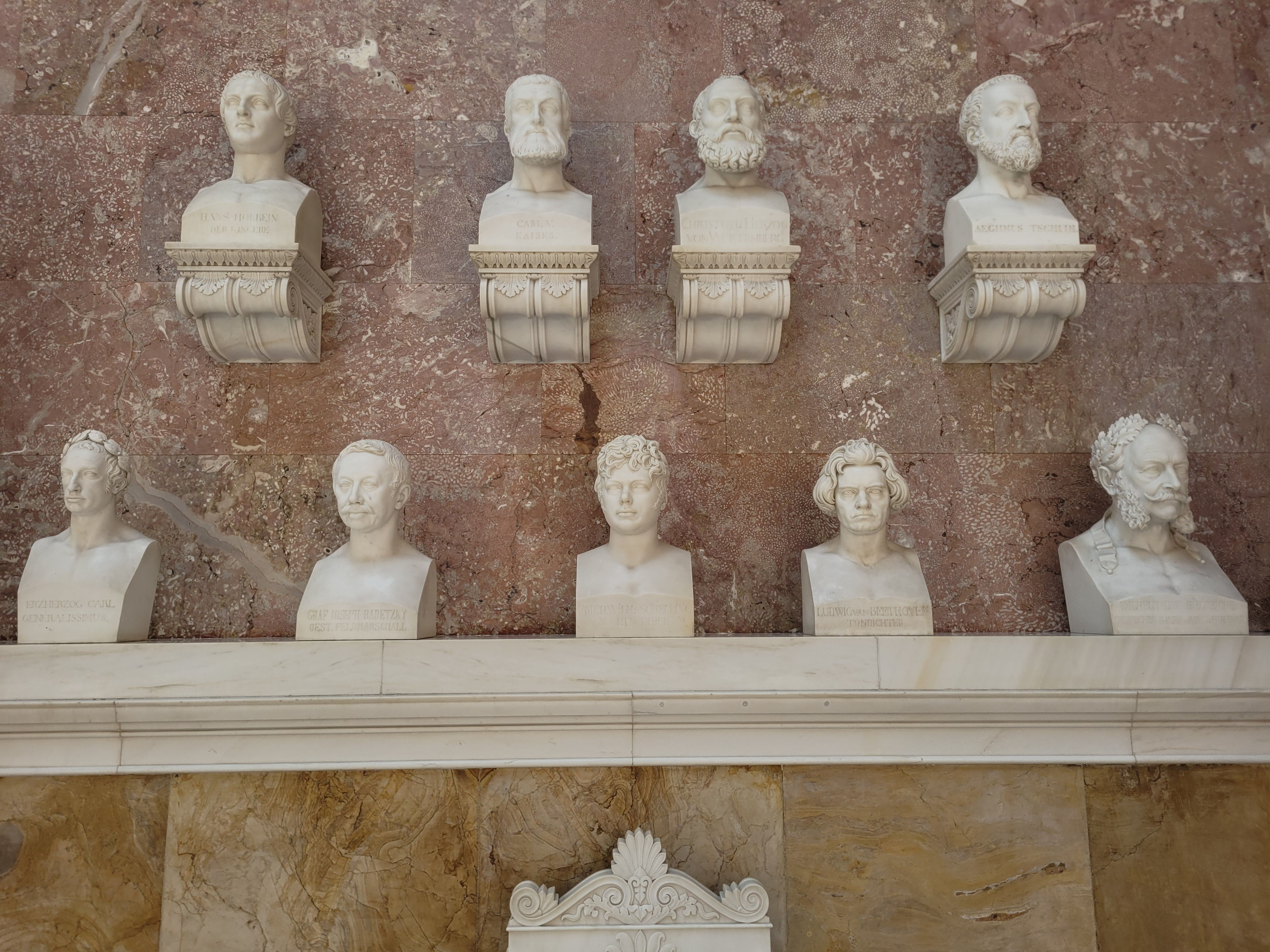
Górny rząd (od lewej): Hans Holbein (młodszy), Karol V Habsburg, Krzysztof Wirtemberski, Aegidius Tschudi. Dolny rząd (od lewej): Karol Ludwik Habsburg, Joseph Radetzky, Friedrich Wilhelm Joseph Schelling, Ludwig van Beethoven, Wilhelm I Hohenzollern.

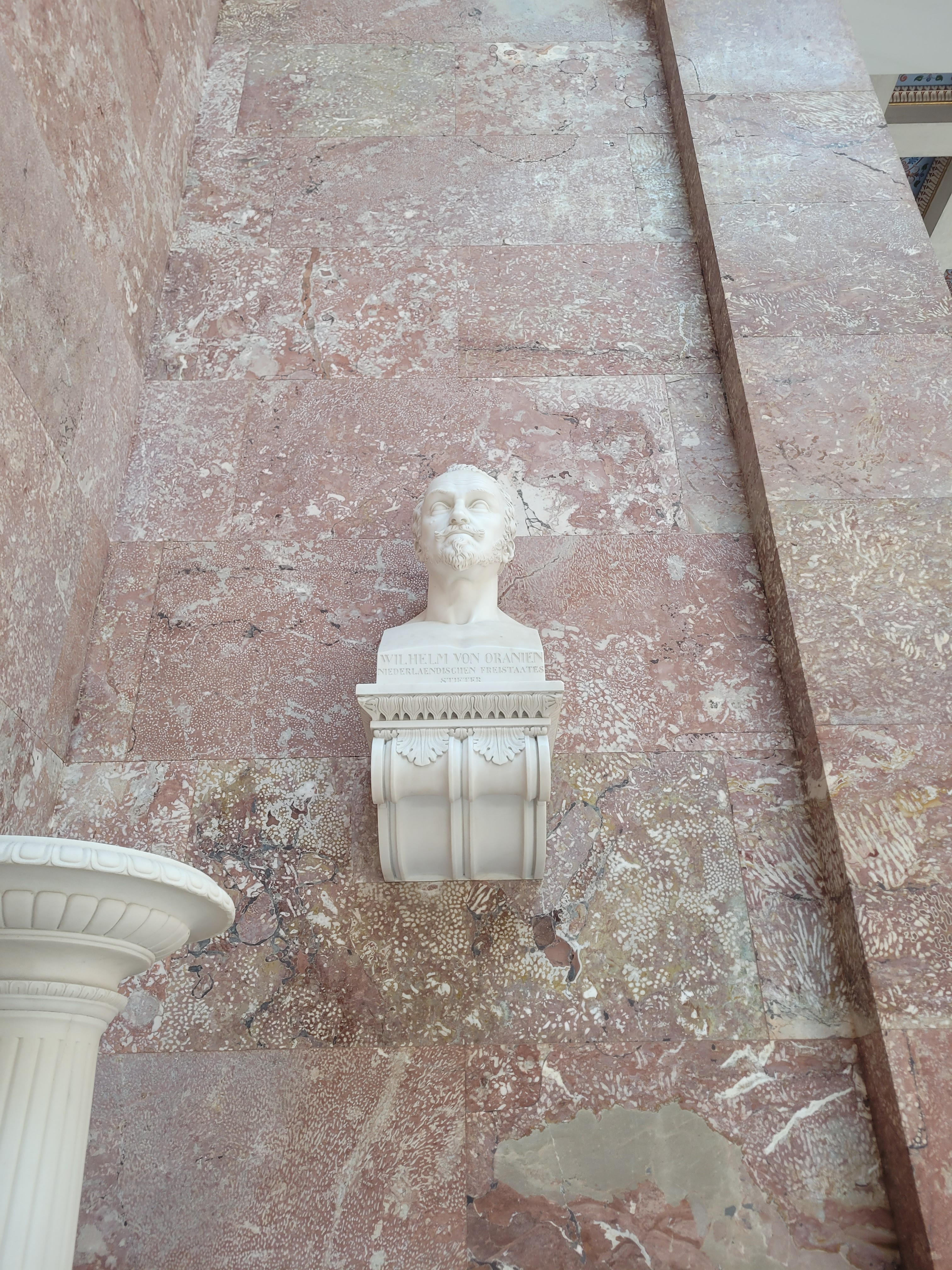
Górny rząd: Wilhelm I Orański.

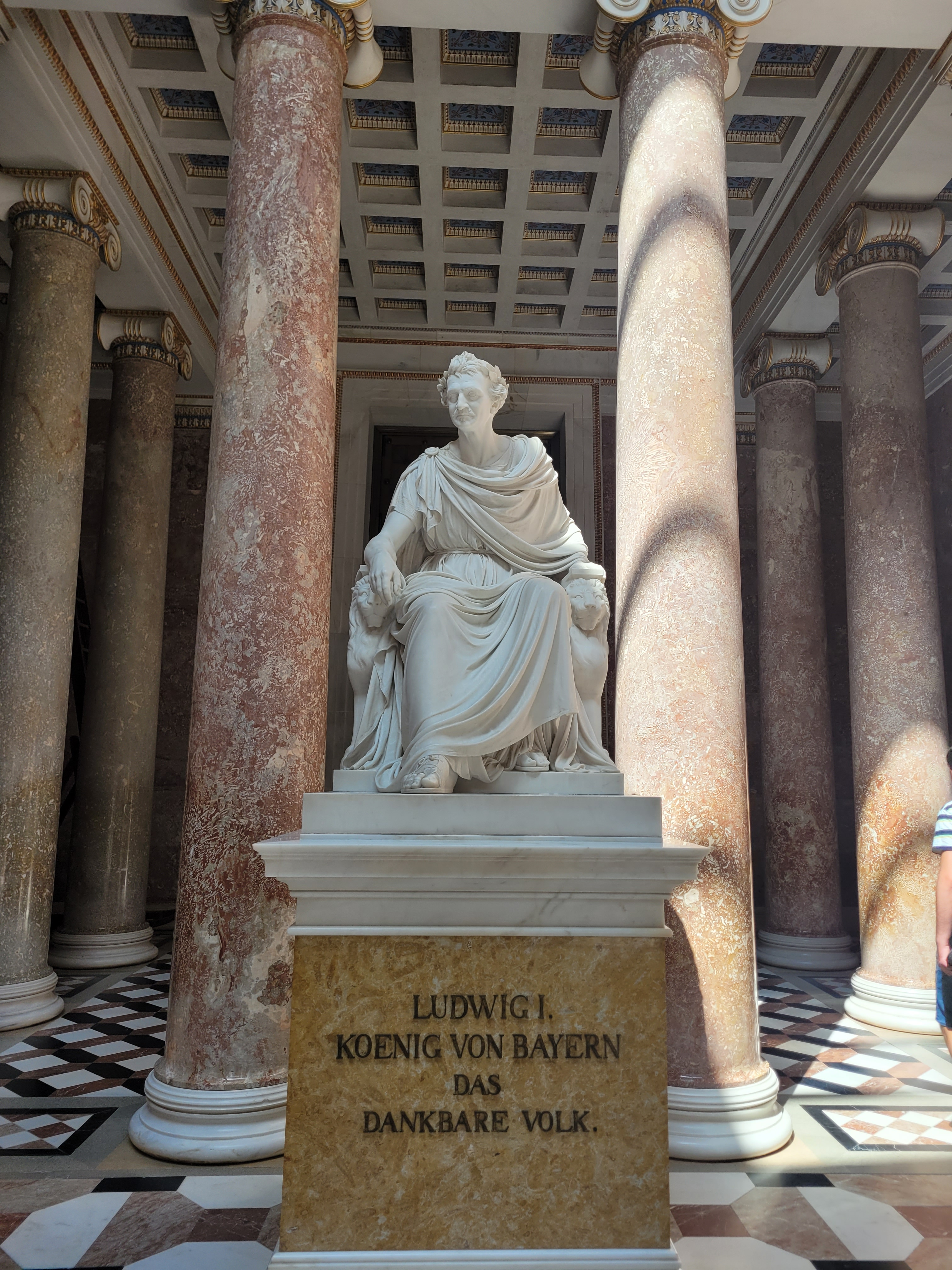
Pomnik króla Ludwika I Bawarskiego

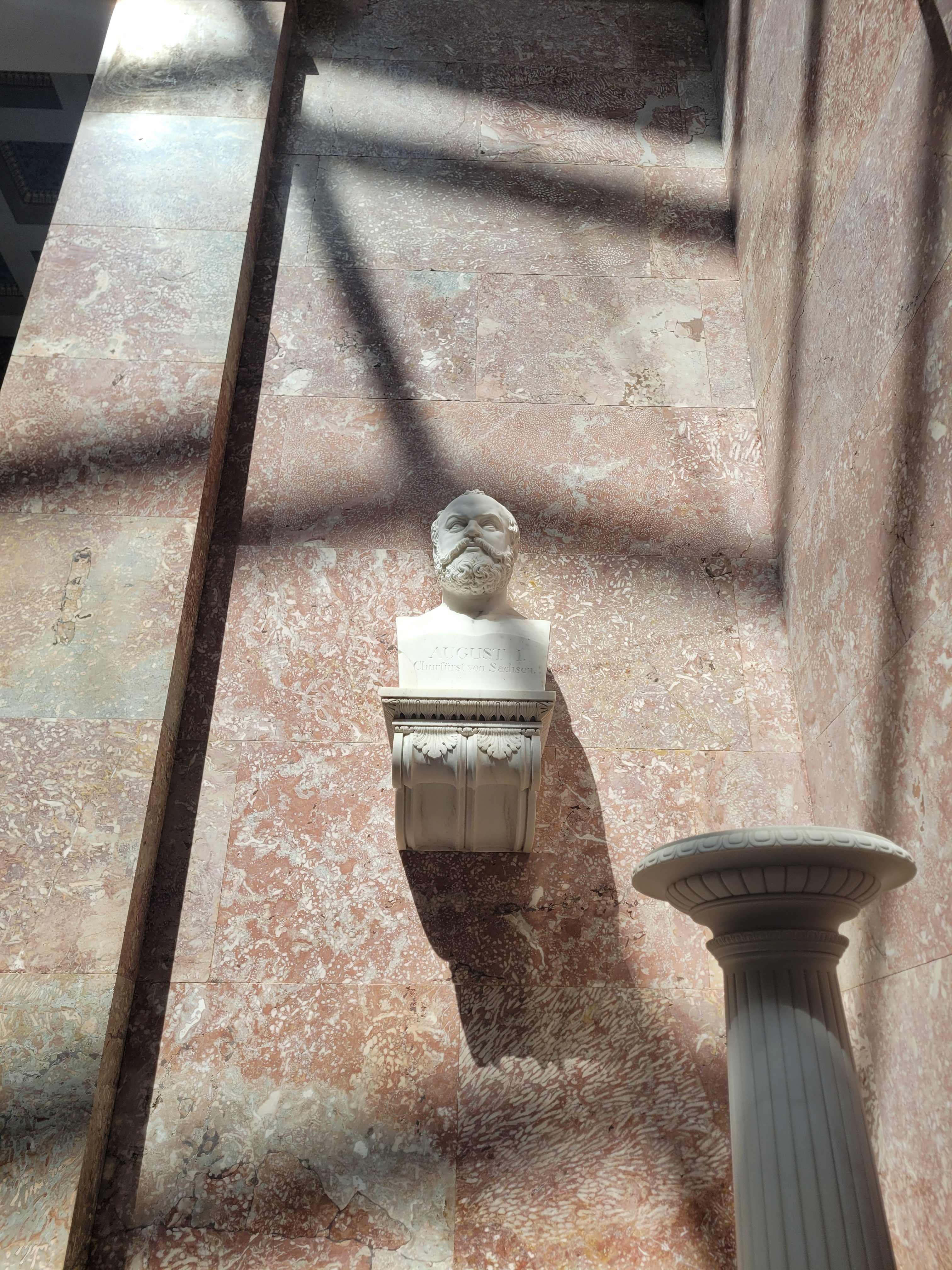
Górny rząd: August Wettyn.

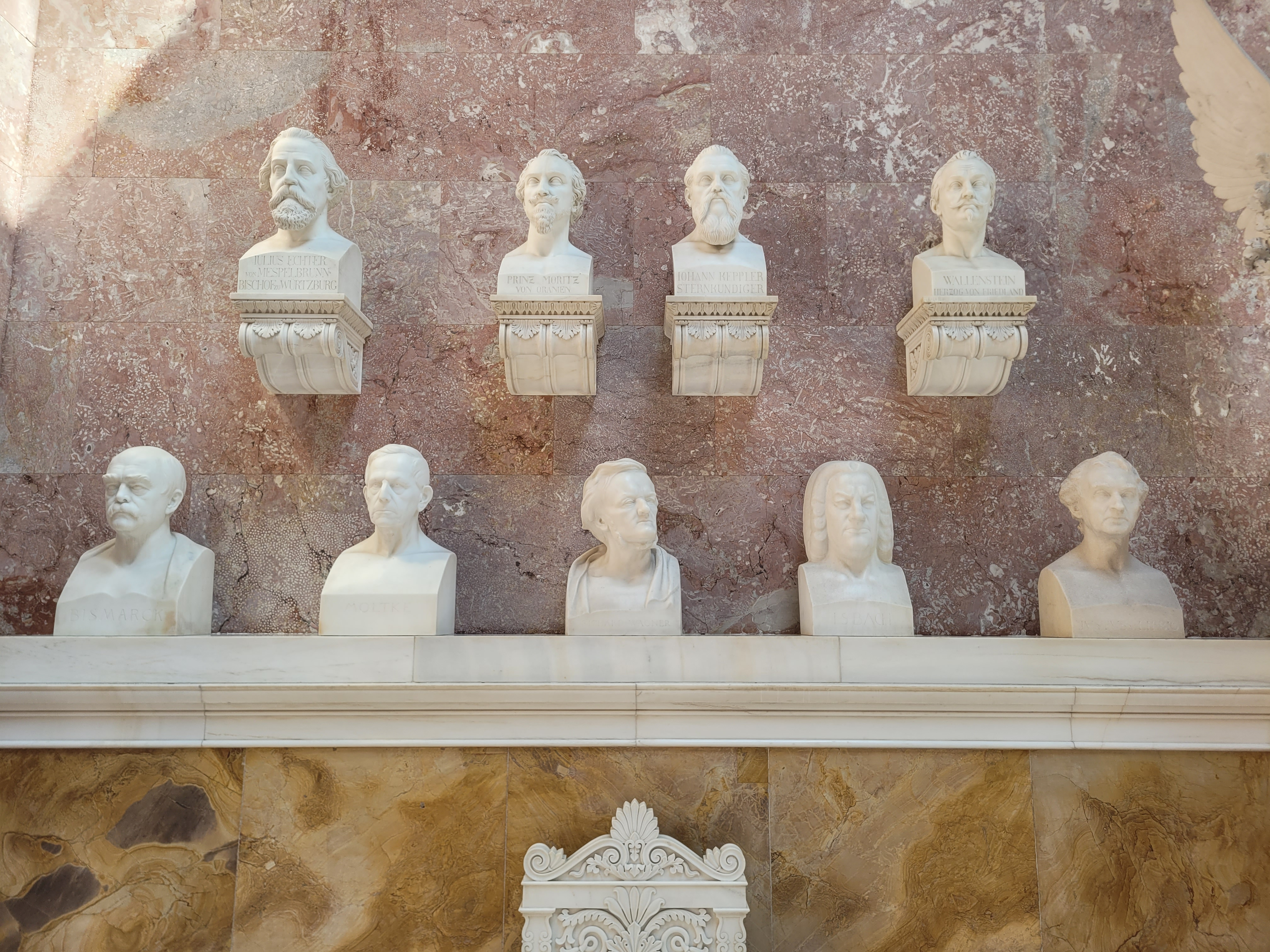
Górny rząd (od lewej): Julius Echter von Mespelbrunn, Maurycy Orański, Johannes Kepler, Albrecht von Wallenstein. Dolny rząd (od lewej): Otto von Bismarck, Helmuth Karl Bernhard von Moltke, Richard Wagner, Jan Sebastian Bach, Justus von Liebig.

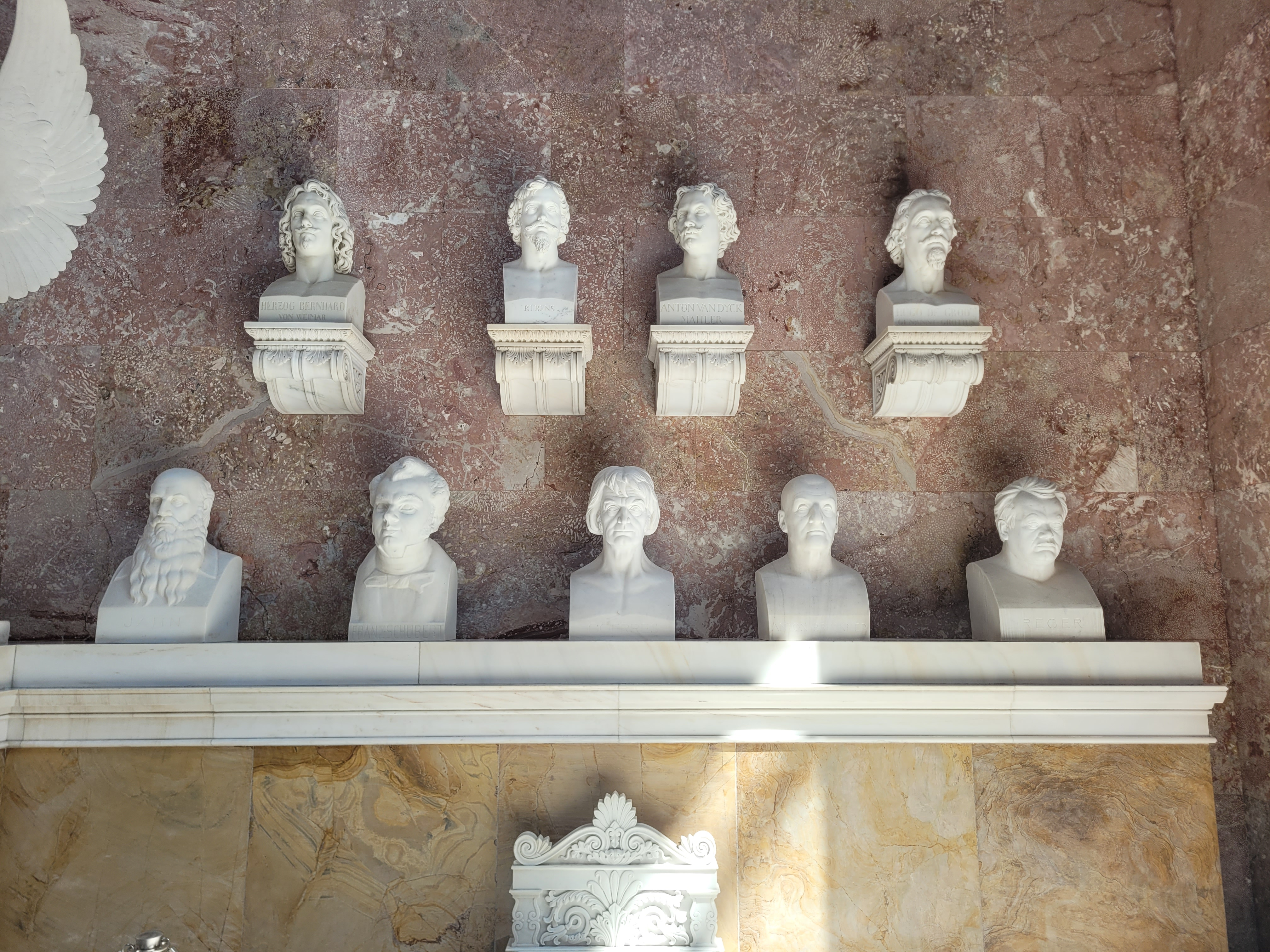
Górny rząd (od lewej): Bernard (książę Saksonii-Weimaru), Peter Paul Rubens, Antoon van Dyck, Hugo de Groot. Dolny rząd (od lewej): Friedrich Ludwig Jahn, Franz Schubert, Joseph Görres, Anton Bruckner, Max Reger.

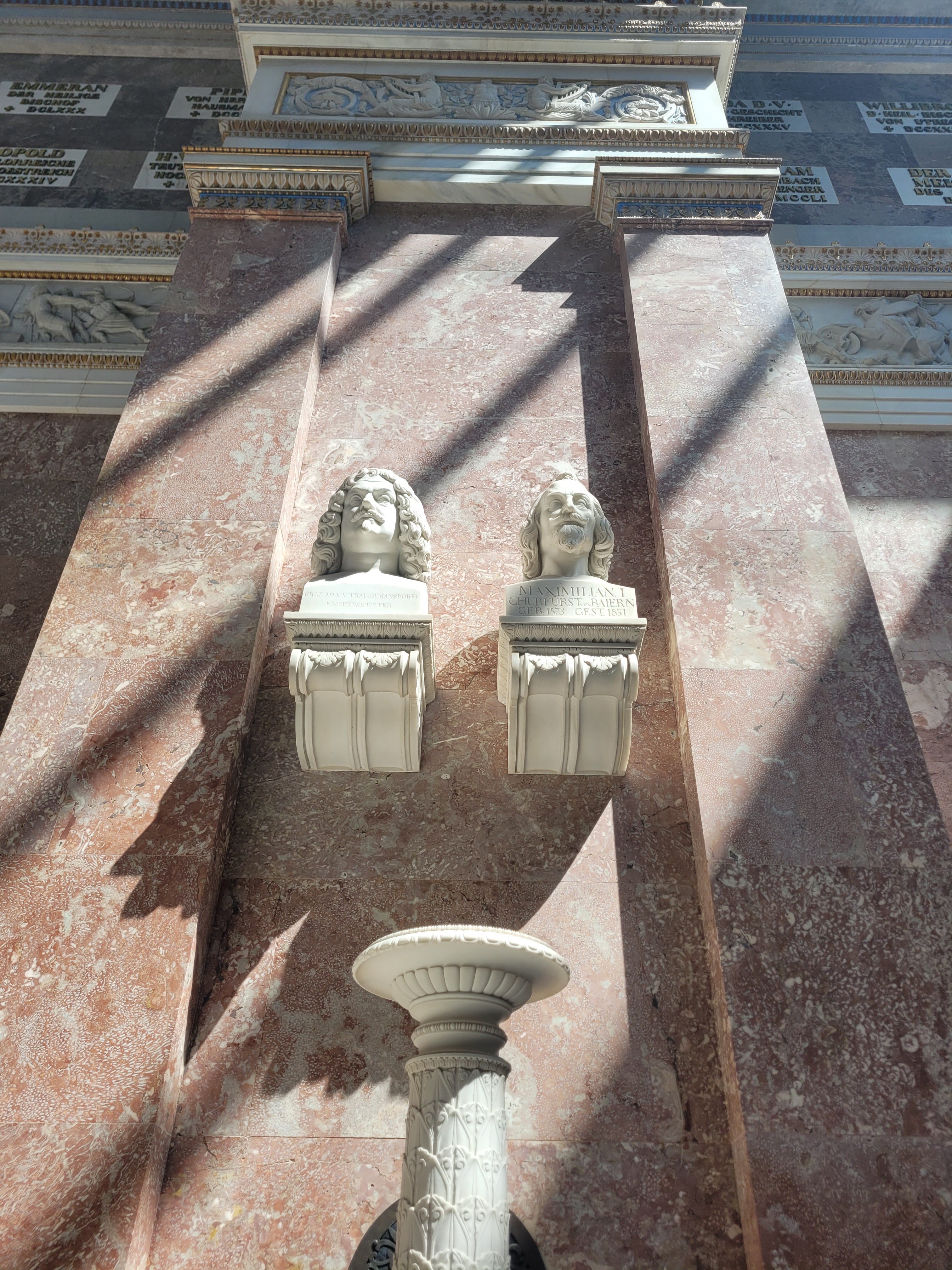
Górny rząd (od lewej): Maximilian von und zu Trauttmansdorff, Maksymilian I Bawarski.

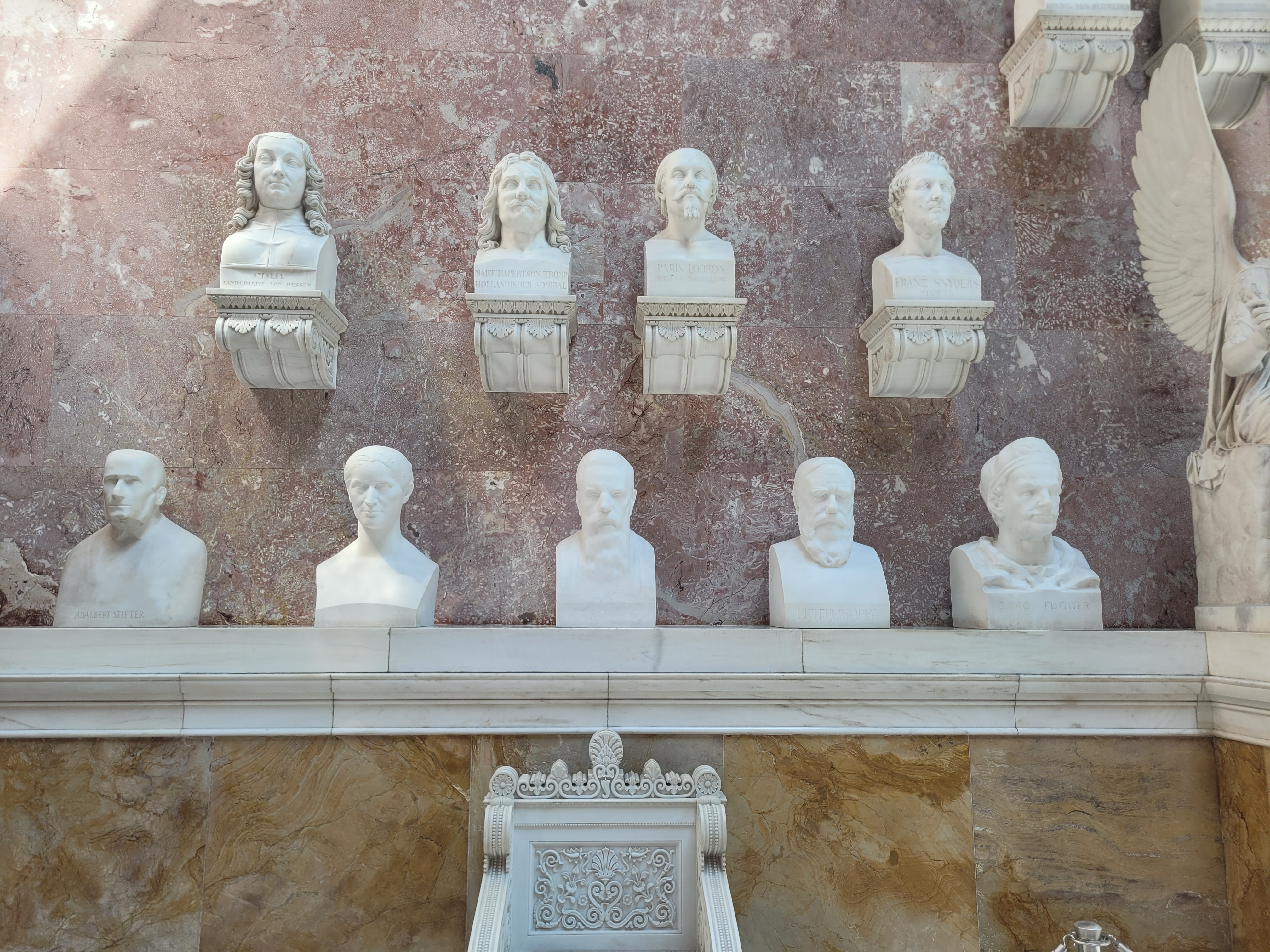
Górny rząd (od lewej): Amalie Elisabeth von Hanau-Münzenberg, Maarten Tromp, Paris von Lodron, Frans Snyders. Dolny rząd (od lewej): Adalbert Stifter, Joseph Freiherr von Eichendorff, Wilhelm Conrad Röntgen, Max von Pettenkofer, Jakob Fugger.

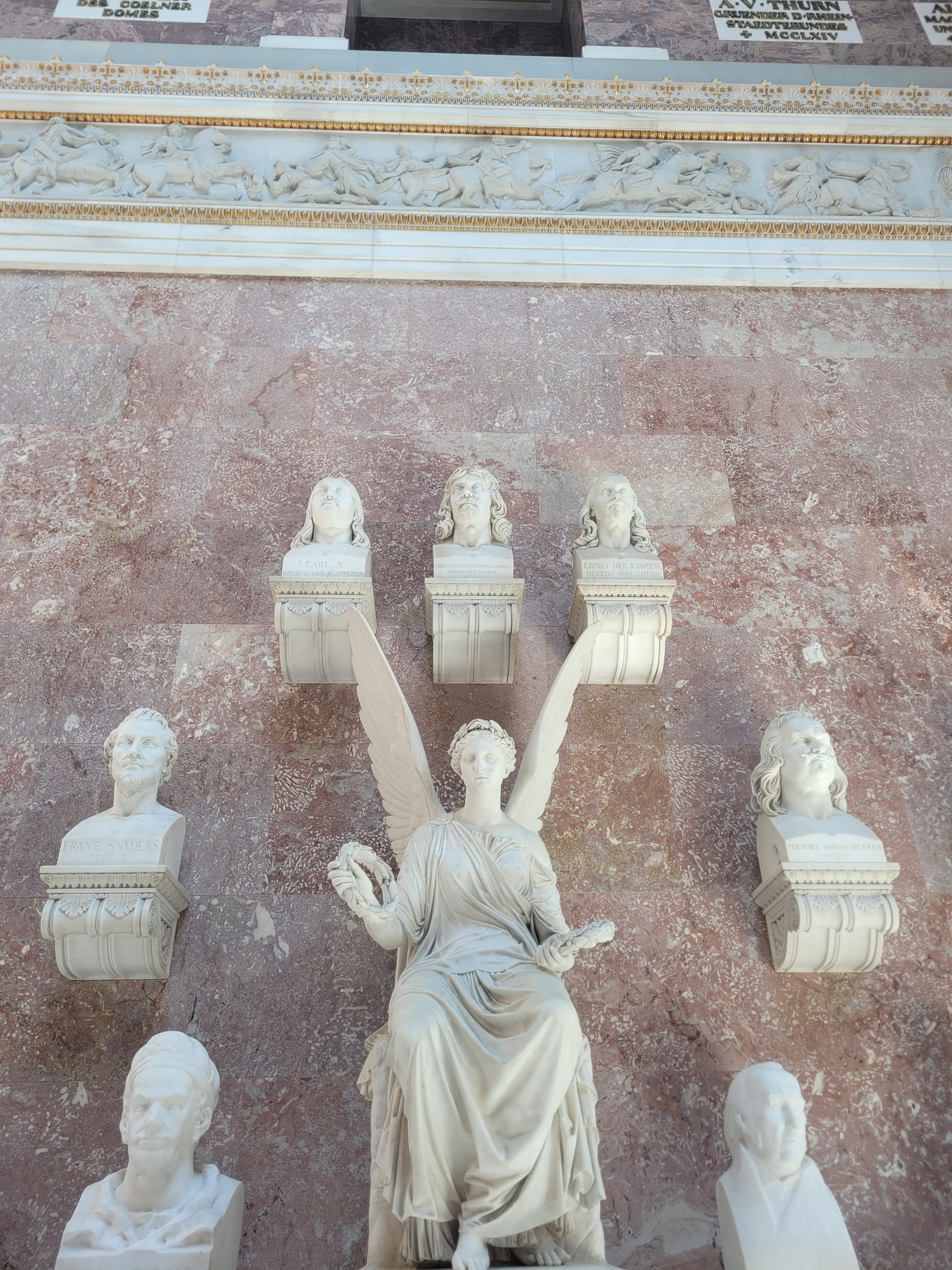
Rząd nad aniołem (od lewej): Karol X Gustaw, Johann Philipp von Schönborn, Ernest I Pobożny.

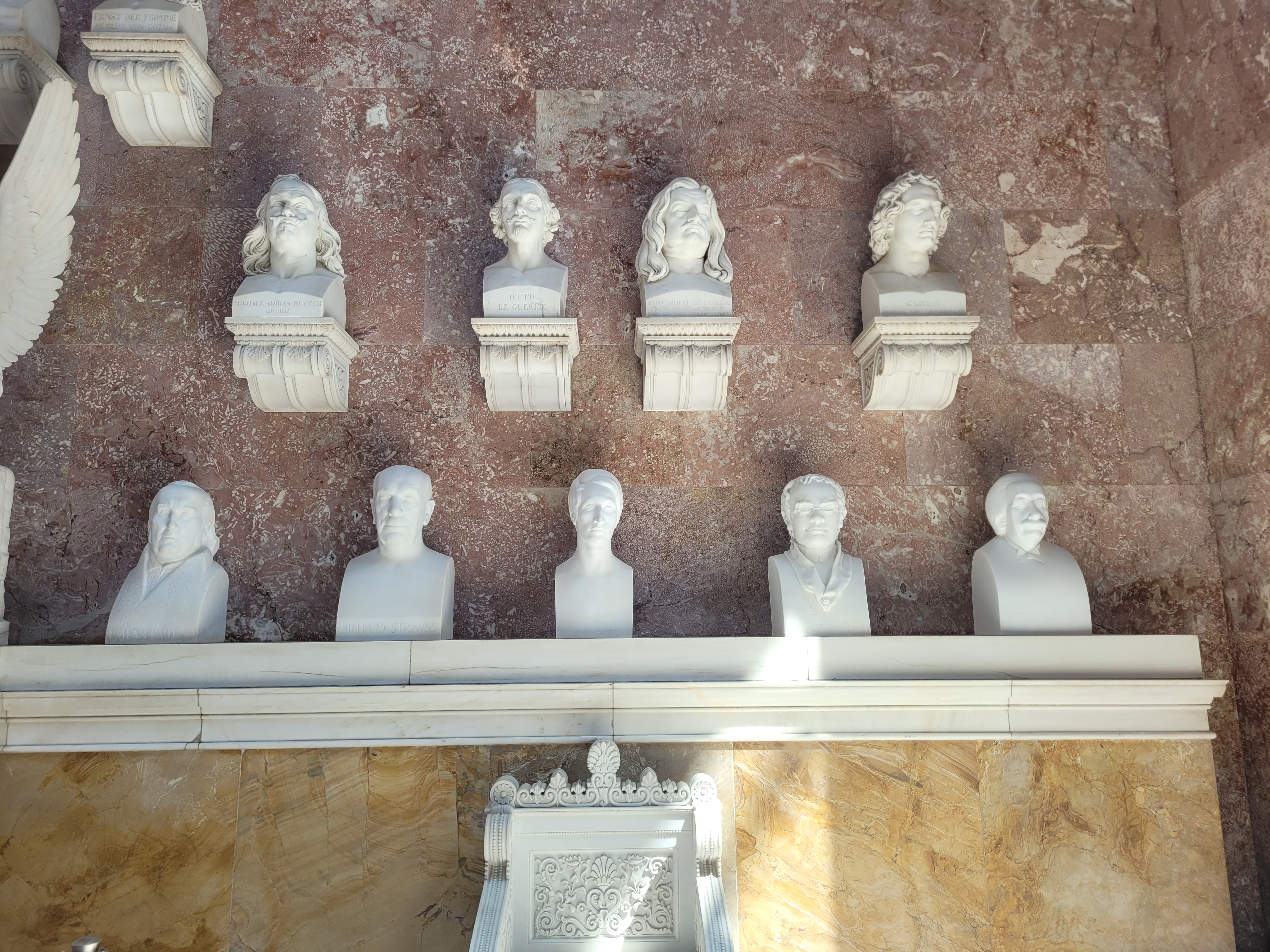
Górny rząd (od lewej): Michiel de Ruyter, Otto von Guericke, Fryderyk Wilhelm I (Wielki Elektor), Karol V Leopold. Dolny rząd (od lewej): Jean Paul, Richard Strauss, Carl Maria von Weber, Gregor Mendel, Albert Einstein.

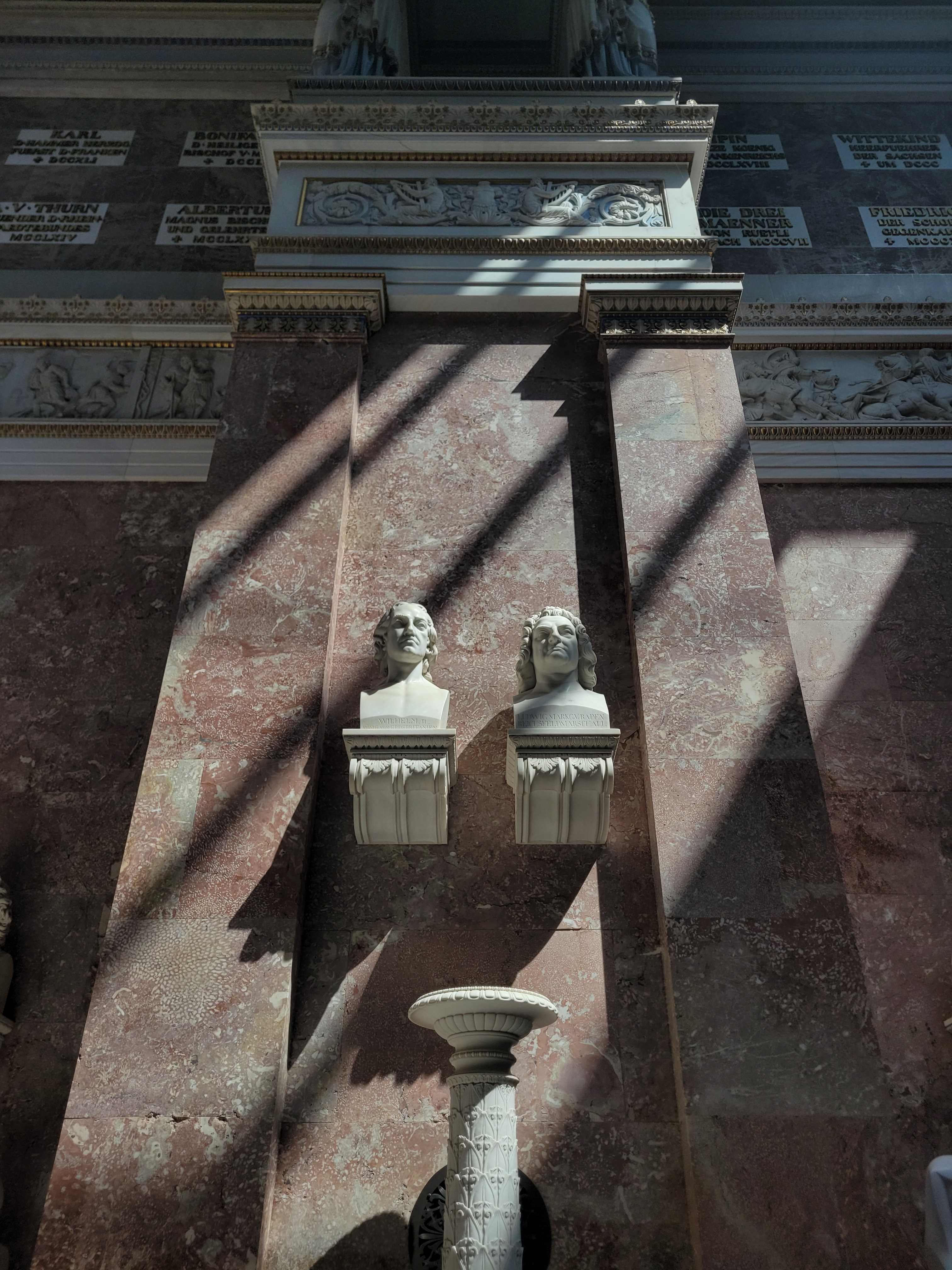
Górny rząd (od lewej): Wilhelm III Orański, Ludwik Wilhelm Badeński.

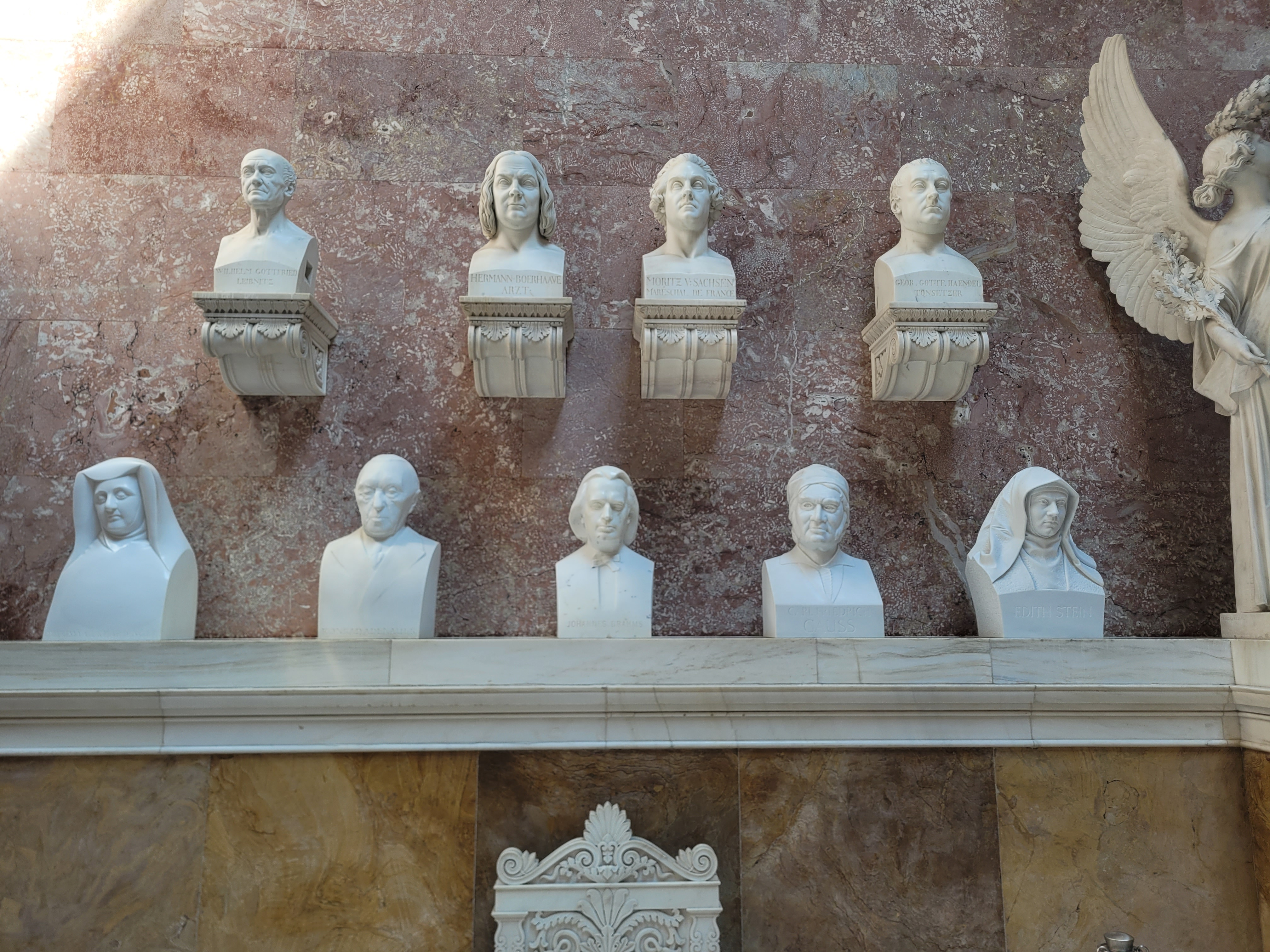
Górny rząd (od lewej): Gottfried Wilhelm Leibniz, Herman Boerhaave, Maurycy Saski, Georg Friedrich Händel. Dolny rząd (od lewej): Karolina Gerhardinger, Konrad Adenauer, Johannes Brahms, Carl Friedrich Gauss, Edyta Stein.

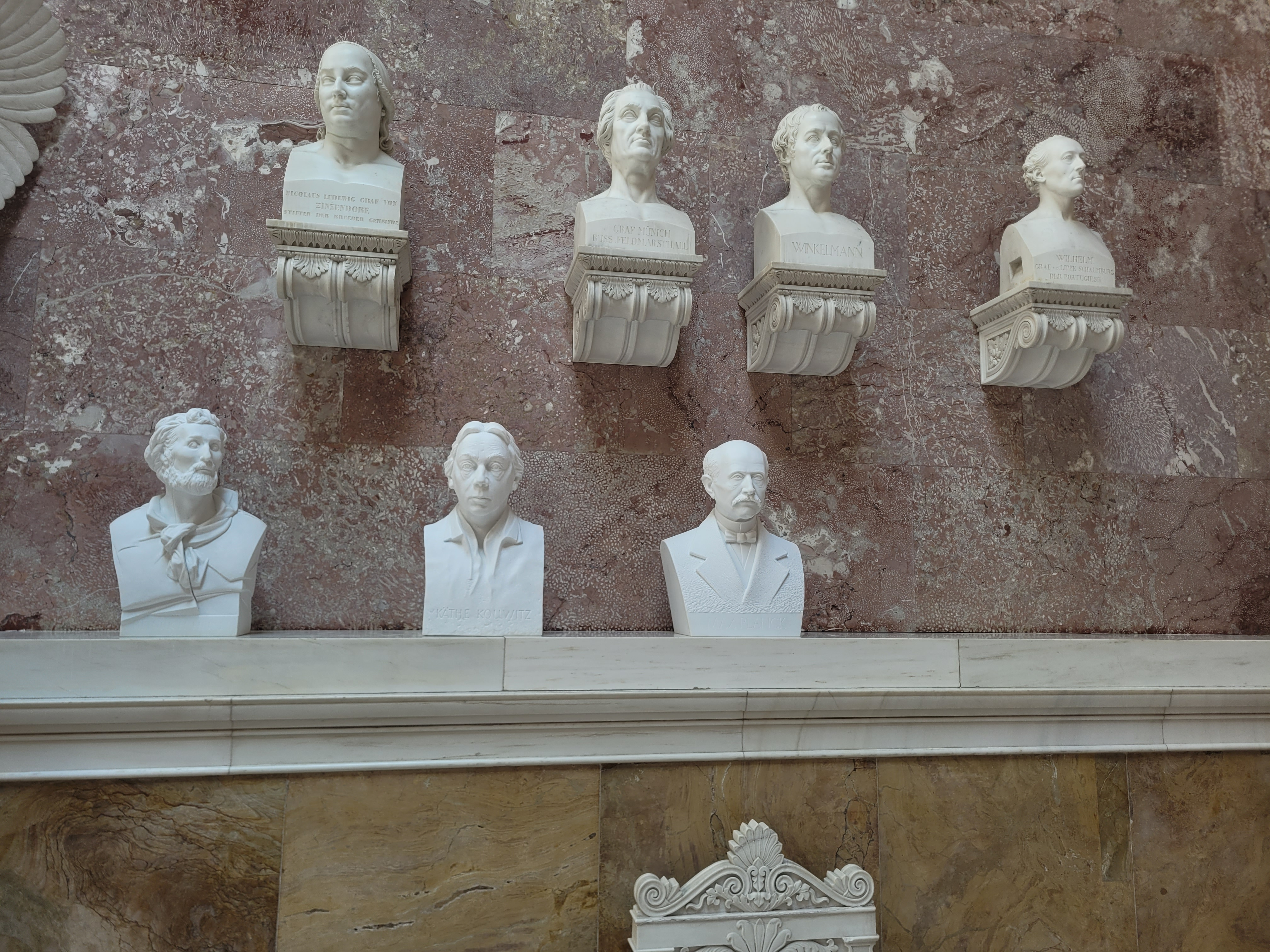
Górny rząd (od lewej): Nicolaus Ludewig Graf von Zinzendorf, Burkhard Christoph Münnich, Johann Joachim Winckelmann, Wilhelm (hrabia Schaumburg-Lippe). Dolny rząd (od lewej): Heinrich Heine, Käthe Kollwitz, Max Planck.

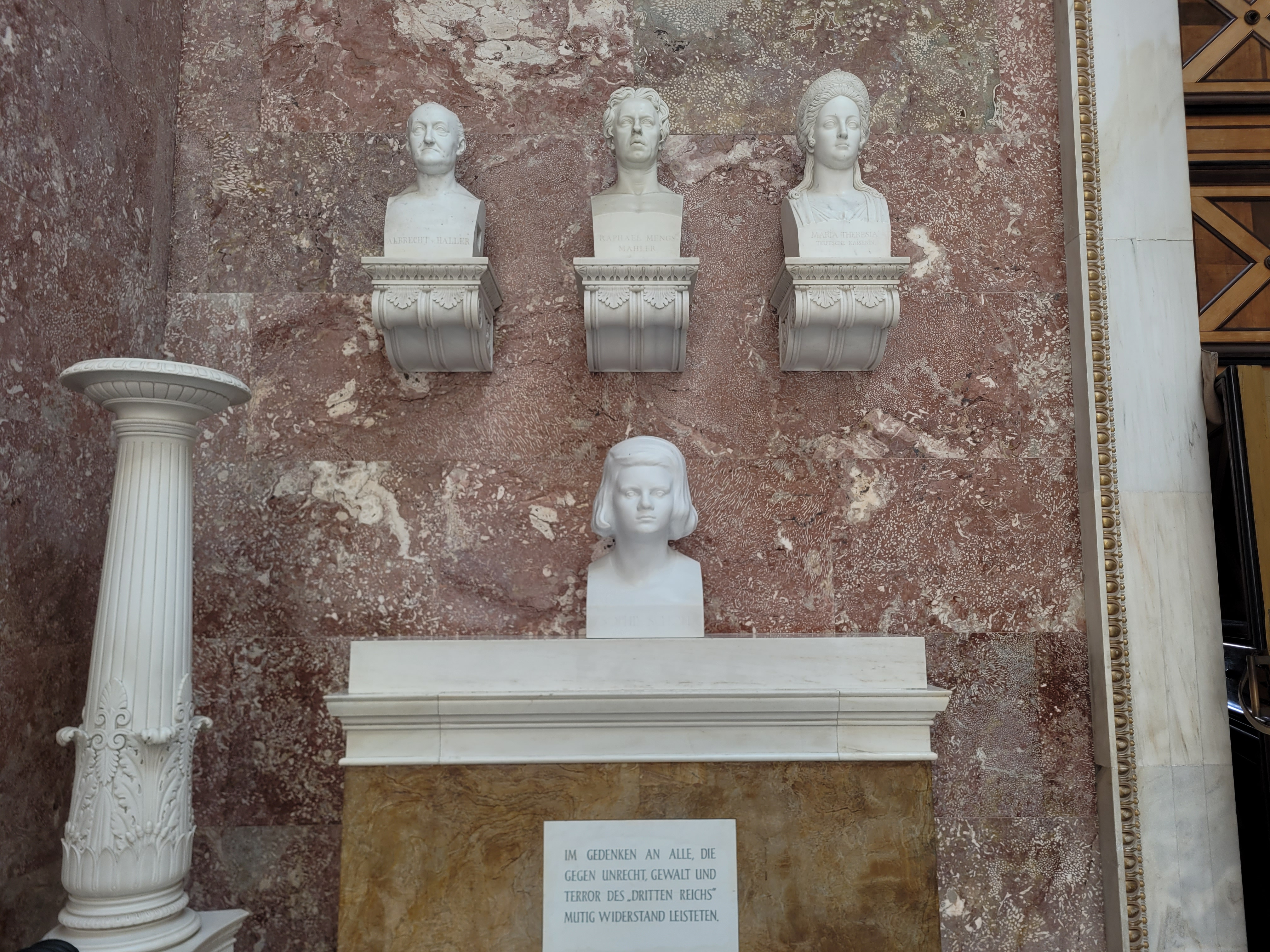
Górny rząd (od lewej): Albrecht von Haller, Anton Raphael Mengs, Maria Teresa Habsburg. Dolny rząd: Sophie Scholl.

| Pozycja ekspozycji | Postać upamiętniona – (autor popiersia, rok powstania rzeźby) |
| ------------------ | --- |
|                    | Popiersia w górnym rzędzie na lewo od wejścia |
| 001                | Henryk I Ptasznik – (autor rzeźby: Johann Gottfried Schadow, 1809. Dalej tylko nazwisko) |
| 002                | Otton I Wielki – (Schadow, 1809) |
| 003                | Konrad II Salicki – (Schadow, 1809) |
| 006                | Fryderyk I Barbarossa – (Franz Xaver Schwanthaler, 1838) |
| 007                | Henryk Lew – (Schadow, 1811) |
| 008                | Fryderyk II Hohenstauf – (Christian Friedrich Tieck, 1814) |
| 009                | Rudolf I Habsburg – (Tieck, 1832) |
| 015                | Erwin von Steinbach – (Landolin Ohmacht, 1811) |
| 016                | Johannes Gutenberg – (Wilhelm Matthiä, 1835) |
| 017                | Jan van Eyck – (Tieck, 1817–1842) |
| 018                | Fryderyk Wittelsbach – (Arnold Hermann Lossow, 1842) |
| 024                | Johann Müller Regiomontanus – (Lossow, 1842) |
| 025                | Mikołaj z Flüe – (Tieck, 1812) |
| 026                | Eberhard V Wirtemberski – (Wagner, 1830) |
| 027                | Hans Memling – (Franz Woltreck, 1841) |
| 028                | Johann von Dalberg – (Lossow, 1867) |
| 029                | Hans von Hallwyl – (ur. 1433 lub 1434) oficer szwajcarski. Dowódca zwycięskich konfederatów w bitwie pod Morat w 1476 roku – (Joseph Maria Christen, 1812).                                      |
| 035                | Berthold von Henneberg – (Ernst Mayer, 1824) |
| 036                | Maksymilian I Habsburg – (P. Kaufmann, 1811) |
| 037                | Johannes von Reuchlin – (Heinrich Max Imhof, 1835) |
| 038                | Franz von Sickingen – (Ernst von Bandel, 1827) |
| 039                | Ulrich von Hutten – (Joseph Kirchmayer, 1811) |
| 040                | Albrecht Dürer – (Christian Daniel Rauch, 1837) |
| 041                | Georg von Frundsberg, (Max von Widnmann, 1841) |
| 047                | Peter Vischer starszy, (Ferdinand Müller, 1839) |
| 048                | Johannes Aventinus (ur. 1477) pionier filologii klasycznej w Niemczech, uznany za ojca historiografii Bawarii, (Anton Horchler, 1841).                                                           |
| 049                | Wolter von Plettenberg – (Schwanthaler, 1832) |
| 050                | Erazm z Rotterdamu – (Tieck, 1813) |
| 051                | Paracelsus – (Emil Wolff, 1827) |
| 052                | Mikołaj Kopernik – (Schadow, 1807) |
| 058                | Hans Holbein (młodszy) – (Lossow, 1840) |
| 059                | Karol V Habsburg – (Schwanthaler, 1842) |
| 060                | Krzysztof Wirtemberski – (Herman Wilhelm Bissen, 1831) |
| 061                | Aegidius Tschudi (ur. 1505) szwajcarski historyk – (Tieck, 1817) |
| 067                | Wilhelm I Orański – (Tieck, 1815) |
|                    | Popiersia w górnym rzędzie na prawo od posągu Ludwika I |
| 069                | August Wettyn – (Ernst Rietschel, 1840) |
| 070                | Julius Echter von Mespelbrunn – (Scholl, 1840) |
| 071                | Maurycy Orański – (Tieck, 1815) |
| 072                | Johannes Kepler – (Schöpf, 1842) |
| 073                | Albrecht von Wallenstein – (Tieck, 1812) |
| 079                | Bernard (książę Saksonii-Weimaru) – (Tieck, 1812/13) |
| 080                | Peter Paul Rubens – (Lamine, 1809) |
| 081                | Antoon van Dyck – (Rauch, 1812) |
| 082                | Hugo de Groot – (Tieck, 1814) |
| 088                | Maximilian von und zu Trauttmansdorff (ur. 1584), polityk austriacki w czasie wojny trzydziestoletniej – (Johann Nepomuk Schaller, 1824)                                                         |
| 089                | Maksymilian I Bawarski – (Imhof, 1832) |
| 090                | Amalie Elisabeth von Hanau-Münzenberg (ur. 1602), zarządczyni Hesji – (Tieck, 1817) |
| 091                | Maarten Tromp – (Mathieu Kessels, 1825) |
| 092                | Paris von Lodron – (Konrad Eberhard, 1814) |
| 093                | Frans Snyders – (Rauch, 1814) |
| 099                | Karol X Gustaw – (Tieck, 1816) |
| 100                | Johann Philipp von Schönborn (ur. 1605), elektor i arcybiskup Moguncji, książę-biskup Würzburga i biskup Wormacji. Jeden z najważniejszych arcybiskupów archidiecezji mogunckiej – (Tieck, 1818) |
| 101                | Ernest I Pobożny – (Tieck, 1815) |
| 102                | Michiel de Ruyter – (Tieck, 1817) |
| 103                | Otto von Guericke – (Rathgeber, 1811) |
| 104                | Fryderyk Wilhelm I (Wielki Elektor) – (Wichmann, 1828) |
| 105                | Karol V Leopold – (Tieck, 1817) |
| 111                | Wilhelm III Orański – (Haller, 1816) |
| 112                | Ludwik Wilhelm Badeński – (Widnmann, 1842) |
| 113                | Gottfried Wilhelm Leibniz – (Schadow, 1808) |
| 114                | Herman Boerhaave – (Leeb, 1823) |
| 115                | Maurycy Saski – (Tieck, 1813) |
| 116                | Georg Friedrich Händel – (R. Schadow, 1815) |
| 122                | Nicolaus Ludewig Graf von Zinzendorf – (Tieck, 1818) |
| 123                | Burkhard Christoph Münnich – (Lossow, 1841) |
| 124                | Johann Joachim Winckelmann – (R. Schadow, 1814) |
| 125                | Wilhelm (hrabia Schaumburg-Lippe) – (Schadow, 1809) |
| 129                | Albrecht von Haller – (Schadow, 1808) |
| 130                | Anton Raphael Mengs – (Rauch, 1808) |
| 131                | Maria Teresa Habsburg – (Eberhard, 1811/2) |

Dolny rząd
| Pozycja ekspozycji | Postać upamiętniona – (autor popiersia, rok powstania rzeźby) |
| ------------------ | --- |
|                    | Popiersia w dolnym rzędzie na lewo od wejścia |
| 004                | Gotthold Ephraim Lessing – (Tieck, 1813) |
| 005                | Fryderyk II Wielki – (Schadow, 1807) |
| 010                | Christoph Willibald Gluck – (Dannecker, 1812) |
| 011                | Gideon Ernst von Laudon – (Kiesling, 1813) |
| 012                | Wolfgang Amadeus Mozart – (Schwanthaler, 1846) |
| 013                | Ferdynand, książę Brunszwiku-Wolfenbüttel – (Schadow, 1808) |
| 014                | Justus Möser – (Schmidt von der Launitz, 1821) |
| 019                | Gottfried August Bürger – (Tieck, 1817) |
| 020                | Katarzyna II Wielka – (Wredow, 1831) |
| 021                | Friedrich Gottlieb Klopstock – (Schadow, 1808) |
| 022                | Wilhelm Heinse (ur. 1746), jeden z najważniejszych pisarzy okresu Sturm und Drang – (Haller / Mayer, 1826) |
| 023                | Johann Gottfried Herder – (Tieck, 1815) |
| 030                | Immanuel Kant – (Schadow, 1808) |
| 031                | Friedrich v. Schiller – (Dannecker, 1794) |
| 032                | Joseph Haydn – (Robatz, 1810) |
| 033                | Johannes von Müller (ur. 1752), szwajcarski historyk, publicysta i polityk. Ideolog niemieckiego klasycyzmu. Dzięki „Historii Konfederacji Szwajcarskiej” zyskał miano szwajcarskiego Tacyta. Na tym dziele opierał się Schiller pisząc „Wilhelma Tella” Wiele odniesień do Müllera jest również w twórczości Johanna Gottfrieda Herdera i Goethego. – (Schadow, 1808) |
| 034                | Christoph Martin Wieland – (Schadow, 1807) |
| 042                | Gerhard von Scharnhorst – (Rauch, 1830) |
| 043                | Fürst Barclay de Tolly – (Widnmann, 1841) |
| 044                | Gebhard Leberecht von Blücher –(Rauch, 1817) |
| 045                | Karl Philipp Schwarzenberg – (Schaller, 1821) |
| 046                | William Herschel – (Eberhard, 1816) |
| 053                | Iwan Dybicz Zabałkański – (Rauch, 1830) |
| 054                | Heinrich Friedrich Karl vom Stein – (Leeb, 1825) |
| 055                | August Neidhardt von Gneisenau – (Tieck, 1842) |
| 056                | Johann Wolfgang von Goethe – (Tieck, 1808) |
| 057                | Martin Luther – (Rietschel, 1831) |
| 062                | Karol Ludwik Habsburg – (Zauner, 1809) |
| 063                | Joseph Radetzky – (Halbig, 1858) |
| 064                | Friedrich Wilhelm Joseph Schelling –(Tieck, 1809) |
| 065                | Ludwig van Beethoven – (Dietrich, 1822) |
| 066                | Wilhelm I Hohenzollern – (Knoll, 1898) |
|                    | Posągi: |
| 068                | Ludwik I Wittelsbach – (Ferdinand Freiherr von Miller, 1890) |
|                    | Popiersia w prawym dolnym rogu posągu Ludwika I. |
| 074                | Otto von Bismarck – (Kurz,1908) |
| 075                | Helmuth Karl Bernhard von Moltke – (Hahn, 1910) |
| 076                | Richard Wagner – (Bleeker, 1913) |
| 077                | Jan Sebastian Bach – (Behn, 1916) |
| 078                | Justus v. Liebig – (Georgii, 1925) |
| 083                | Friedrich Ludwig Jahn – (G. Müller, 1928) |
| 084                | Franz Schubert – (Weckbecker, 1928) |
| 085                | Joseph Görres (ur. 1776), niemiecki nauczyciel, publicysta katolicki, filozof przyrody znany przede wszystkim dzięki czterem tomom mistycyzmu chrześcijańskiego – (Georg Mattes, 1931) |
| 086                | Anton Bruckner – (Rothenburger, 1937) |
| 087                | Max Reger – (G. Müller, 1948) |
| 094                | Adalbert Stifter – (Hajek, 1954) |
| 095                | Joseph Freiherr von Eichendorff – (Knecht, 1957) |
| 096                | W. C. Röntgen – (Rothenburger, 1959) |
| 097                | Max von Pettenkofer – (Fiedler, 1962) |
| 098                | Jakob Fugger – (Ladner, 1967) |
| 106                | Jean Paul – (Sonnleitner, 1973) |
| 107                | Richard Strauss – (Mikorey, 1973) |
| 108                | Carl Maria von Weber – (Schorer, 1978) |
| 109                | Gregor Mendel – (Hafner, 1983) |
| 110                | Albert Einstein – (Uhlig, 1990) |
| 117                | Karolina Gerhardinger – (Uhlig, 1998) |
| 118                | Konrad Adenauer – (Weiland, 1999) |
| 119                | Johannes Brahms – (Knobloch, 2000) |
| 120                | Carl Friedrich Gauss – (Arfmann, 2007) |
| 121                | Edyta Stein – (Brunner, 2009) |
| 126                | Heinrich Heine – (Gerresheim, 2010) |
| 127                | Käthe Kollwitz – (Spiekermann, 2019) |
| 128                | Max Planck |
| 132                | Sophie Scholl – (Eckert, 2003) |

## Upamiętnieni tablicą
64 tablice upamiętniające osoby i wydarzenia, na które nie przekazano żadnych szablonów wykonania popiersia. Tablice zainstalowano w momencie otwarcia Walhalli przy samym suficie, w dwóch rzędach jeden nad drugim. Zostały ułożone chronologicznie zgodnie z ruchem wskazówek zegara, według roku śmierci.
| Pozycja eksppzycji | Upamiętniona postać                           | Opis postaci |
| ------------------ | --------------------------------------------- | --- |
|                    | Górny rząd, zaczynając od środka nad wejściem | |
| 01                 | Arminius                                      | |
| 02                 | Marbod                                        | |
| 03                 | Veleda                                        | Germańskia wieszczka z plemienia Brukterer w czasach Wespazjana. Ma znaczenie historyczne ze względu na udział w batawskim powstaniu Juliusza Cywilisa, w którym przepowiedziała zwycięstwo zbuntowanym Germanom |
| 04                 | Juliusz Cywilis                               | |
| 05                 | Hermanaryk                                    | |
| 06                 | Wulfila                                       | |
| 07                 | Fritigern                                     | |
| 08                 | Alaryk                                        | |
| 09                 | Ataulf                                        | |
| 10                 | Teoderyk I (król Wizygotów)                   | |
| 11                 | Horsa                                         | |
| 12                 | Geiserich                                     | |
| 13                 | Hengest                                       | |
| 14                 | Odoaker                                       | |
| 15                 | Chlodwig I                                    | |
| 16                 | Teodoryk Wielki                               | |
| 17                 | Totila                                        | |
| 18                 | Alboin                                        | |
| 19                 | Teodolinda                                    | |
| 20                 | Emmeram z Ratyzbony                           | |
| 21                 | Pepin z Heristalu                             | |
| 22                 | Beda Czcigodny                                | |
| 23                 | Willibrord                                    | |
| 24                 | Karol Młot                                    | |
| 25                 | Bonifacy-Winfrid                              | |
| 26                 | Pepin Krótki                                  | |
| 27                 | Widukind                                      | |
| 28                 | Paweł Diakon                                  | |
| 29                 | Alkuin                                        | |
| 30                 | Egbert (król Anglii)                          | |
| 31                 | Karol Wielki                                  | |
| 32                 | Einhard                                       | |
|                    | Dolny rząd, zaczynając od środka nad wejściem | |
| 33                 | Rabanus Maurus                                | |
| 34                 | Arnulf z Karyntii                             | |
| 35                 | Alfred Wielki                                 | |
| 36                 | Otto Dostojny                                 | |
| 37                 | Arnulf (książę Bawarii)                       | |
| 38                 | Matylda von Ringelheim                        | |
| 39                 | Hrotsvitha                                    | |
| 40                 | Bernward z Hildesheim                         | |
| 41                 | Herybert z Kolonii                            | |
| 42                 | Henryk III Salicki                            | |
| 43                 | Lampert von Hersfeld                          | Kronikarz, autor „Kroniki od stworzenia świata do marca 1077 roku”. Pierwszy opat klasztoru Hasungen (dziś w granicach Zierenberg w Hesji) |
| 44                 | Otton z Bambergu                              | |
| 45                 | Otton z Fryzyngi                              | |
| 46                 | Hildegard von Bingen                          | |
| 47                 | Otton I Bawarski                              | |
| 48                 | Engelbert I z Kolonii                         | |
| 49                 | Pieśń o Nibelungach (autor i samo dzieło)     | |
| 50                 | Walther von der Vogelweide                    | |
| 51                 | Elżbieta z Turyngii                           | |
| 52                 | Leopold VI Sławny                             | |
| 53                 | Hermann von Salza                             | |
| 54                 | Wolfram von Eschenbach                        | |
| 55                 | Meister Gerhard                               | Pierwszy budowniczy katedry w Kolonii. Zaprojektował kondygnacje gotyckiego chóru katedralnego. Zmarł w 1271 roku |
| 56                 | Arnold zum Turm                               | Uważany jest za założyciela Nadreńskiego Związku Miast |
| 57                 | Albertus Magnus                               | |
| 58                 | Rütlischwur                                   | Przysięga Rütli jest elementem narracji historycznej z końca XV wieku, która odegrała ważną rolę we wczesnym okresie nowożytnym jako legenda założycielska Starej Konfederacji i była rozwijana jako narodowy mit Szwajcarii od XIX wieku. Zgodnie z tradycją wyzwoleńczą Rütli, łąka nad Jeziorem Czterech Kantonów, była tajnym miejscem spotkań spiskowców z krajów Uri, Schwyz i Unterwalden. Po zabójstwie bezduszengo komornika Gesslera przez Wilhelma Tella spiskowcy ci przeprowadzili zbrojne powstanie przeciwko tyrańskim komornikom Habsburgów. Od 1860 roku łąka jest również sanktuarium narodowym w Szwajcarii                                                                                     |
| 59                 | Fryderyk III Piękny                           | |
| 60                 | Bruno von Warendorp                           | Radny i burmistrz Lubeki. Jeden z założycieli Hanzy. Zmarł w 1369 roku |
| 61                 | Arnold Winkelried                             | |
| 62                 | Wilhelm von Köln                              | Zmarły ok. 1358. Malarz sakralny. Uważany jest za szefa starszej szkoły malarstwa dolnoreńskiego lub kolońskiego. Jego imię zostało po raz pierwszy odnalezione w Kronice Limburgii z 1380 roku. Jest twórcą serii ołtarzy z końca XIV wieku, których głównymi cechami są żarliwa pobożność i czuła łaska, zwłaszcza w charakterystyce postaci kobiecych, i których formy nawiązują do panującego wówczas stylu gotyckiego. Tego rodzaju obrazy można znaleźć w muzeum oraz w różnych kościołach, m.in. w Kolonii, Monachium, Norymberdze, Frankfurcie nad Menem i Berlinie. W Nadrenii w pobliżu rzeki Ahr przypisywany jest mu duży tryptyk w kościele parafialnym św. Marcina w Kirchsahr w dolinie Sahrbachtal |
| 63                 | Adrian von Bubenberg                          | |
| 64                 | Peter Henlein                                 | Był mistrzem ślusarskim w Norynberdze, który później pracował jako zegarmistrz. Przypisuje się mu wynalezienie zegarka, który można nosić na ciele. Zmarł ok. 1485 roku |

## Galeria

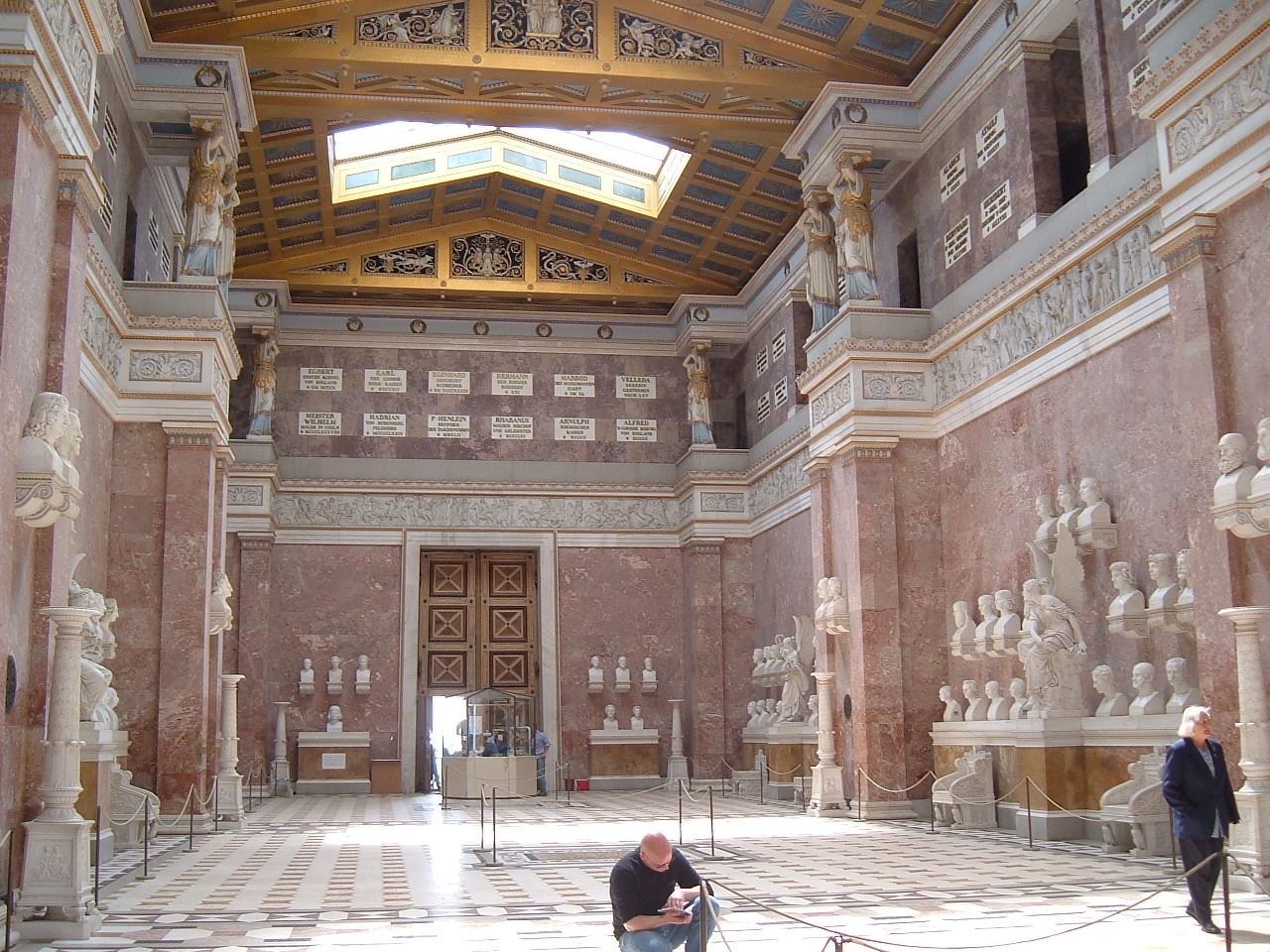
Wewnątrz mauzoleum
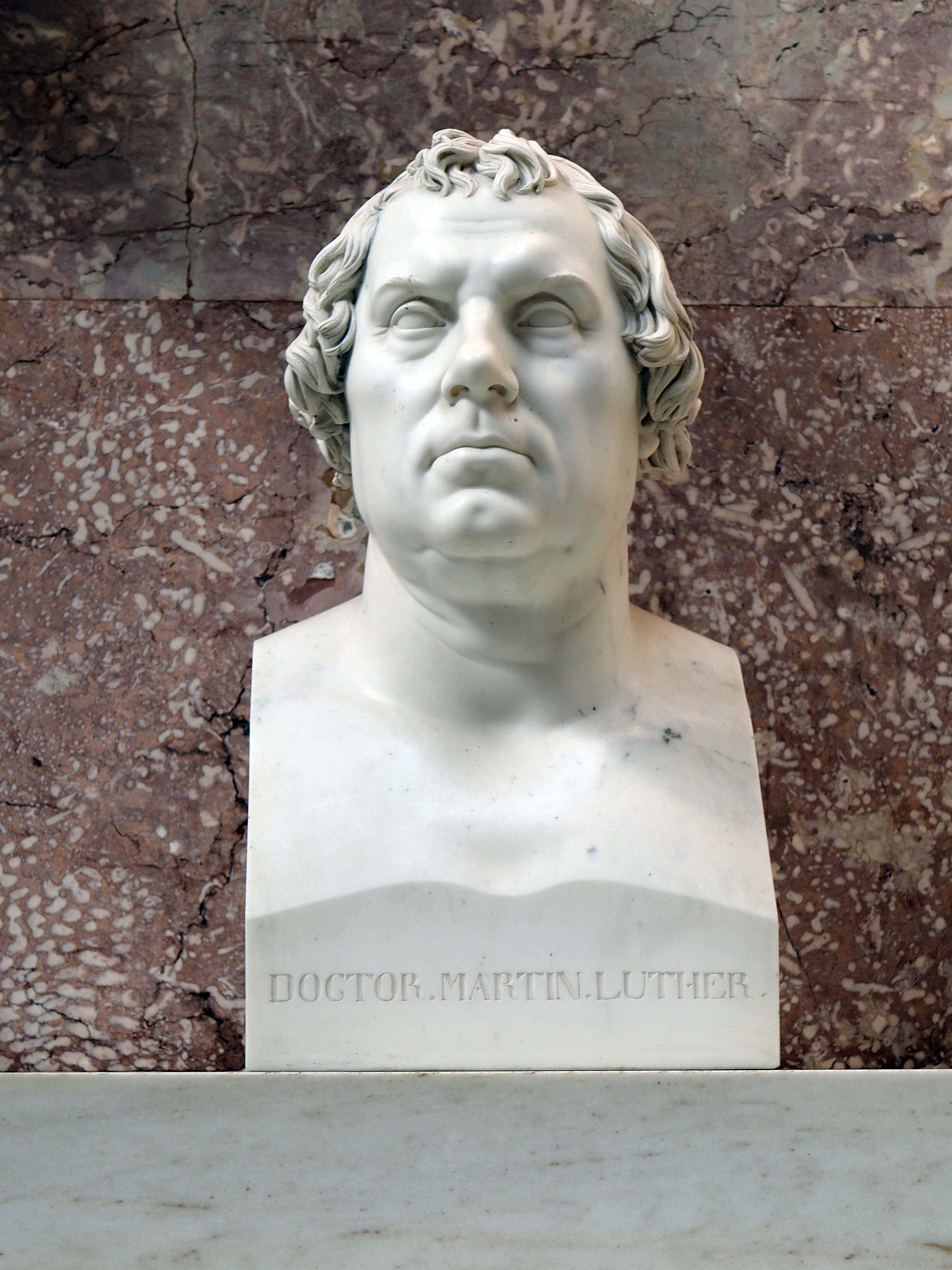
Marcin Luter
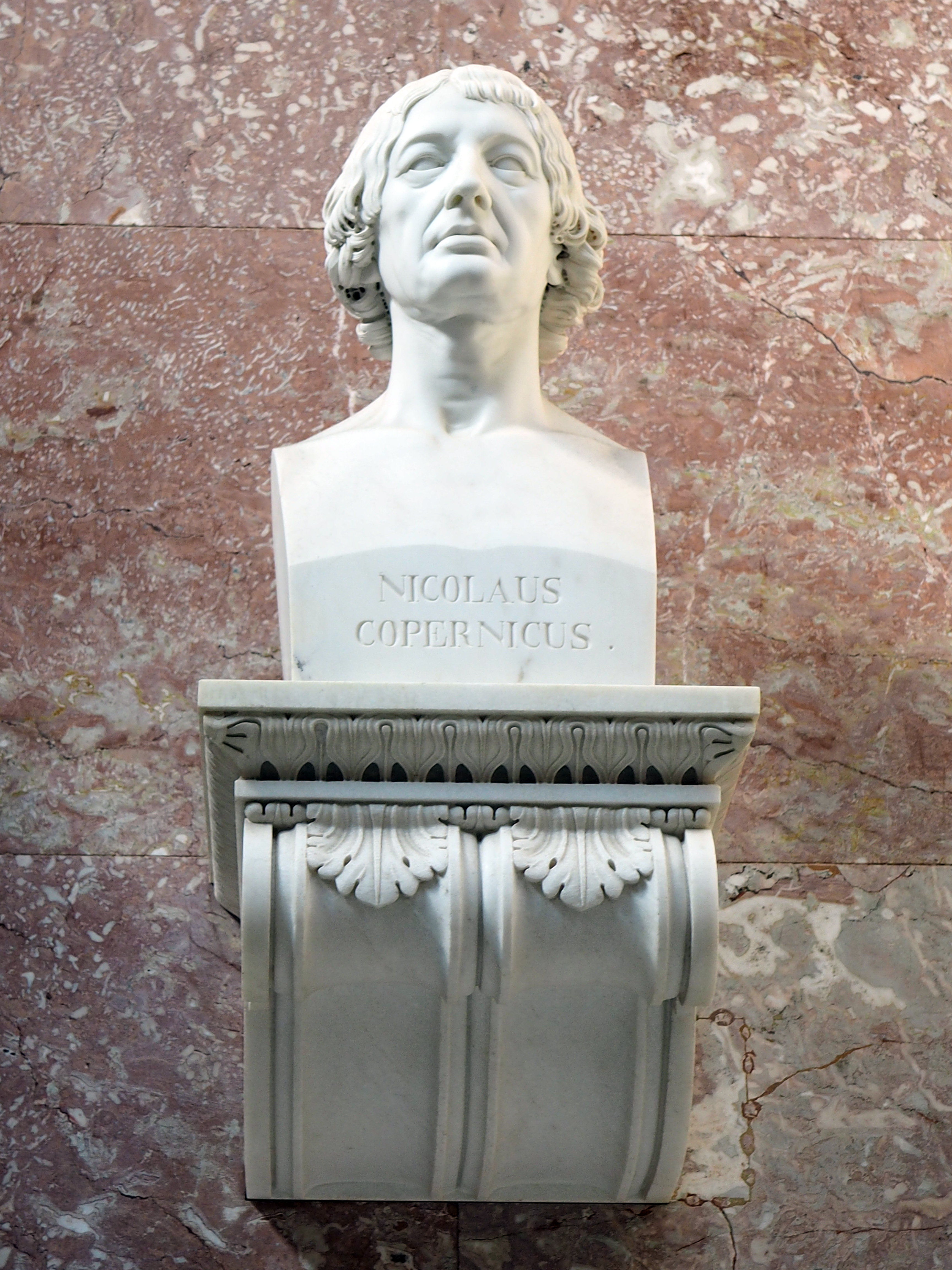
Mikołaj Kopernik
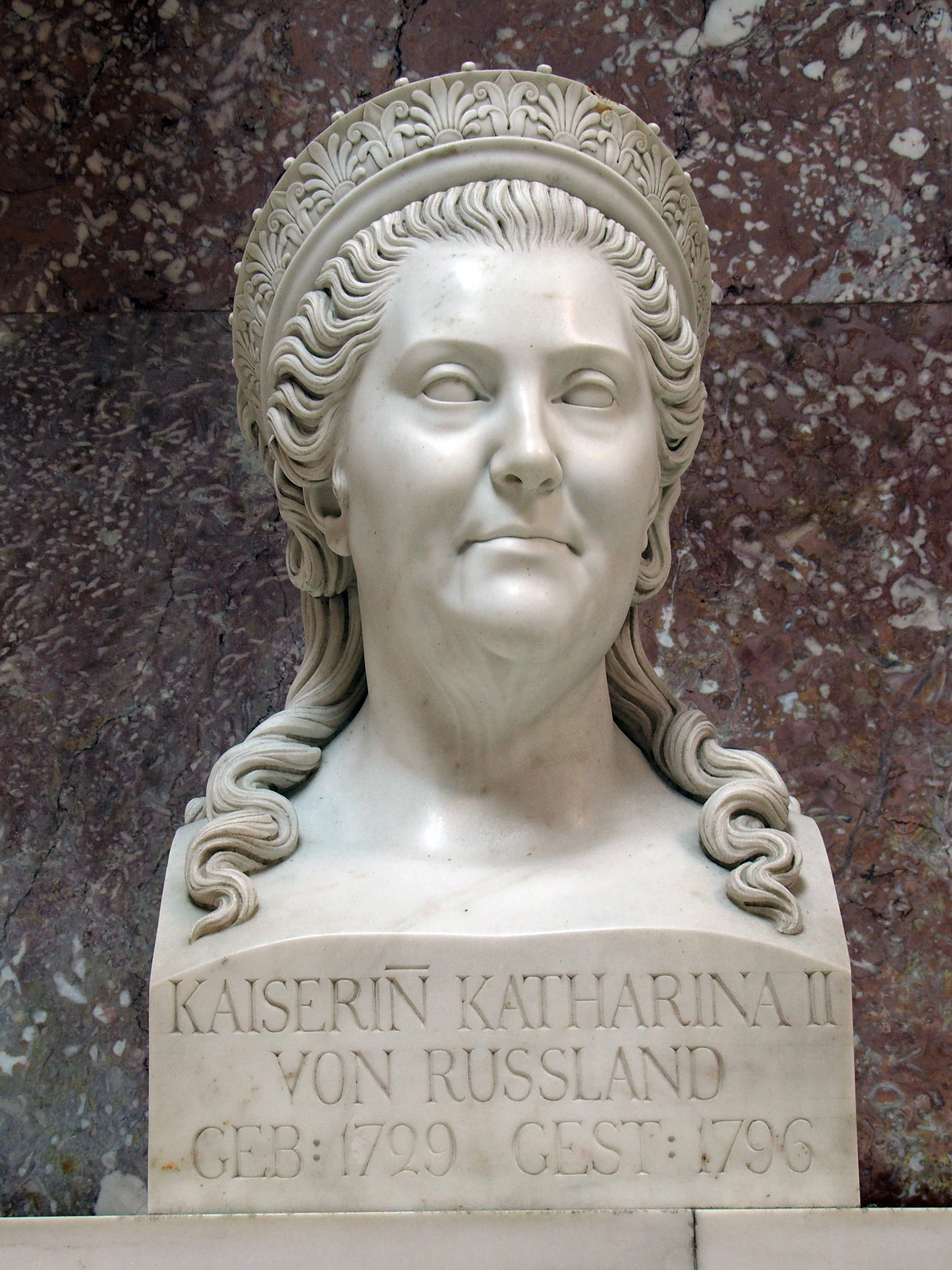
Caryca Katarzyna II
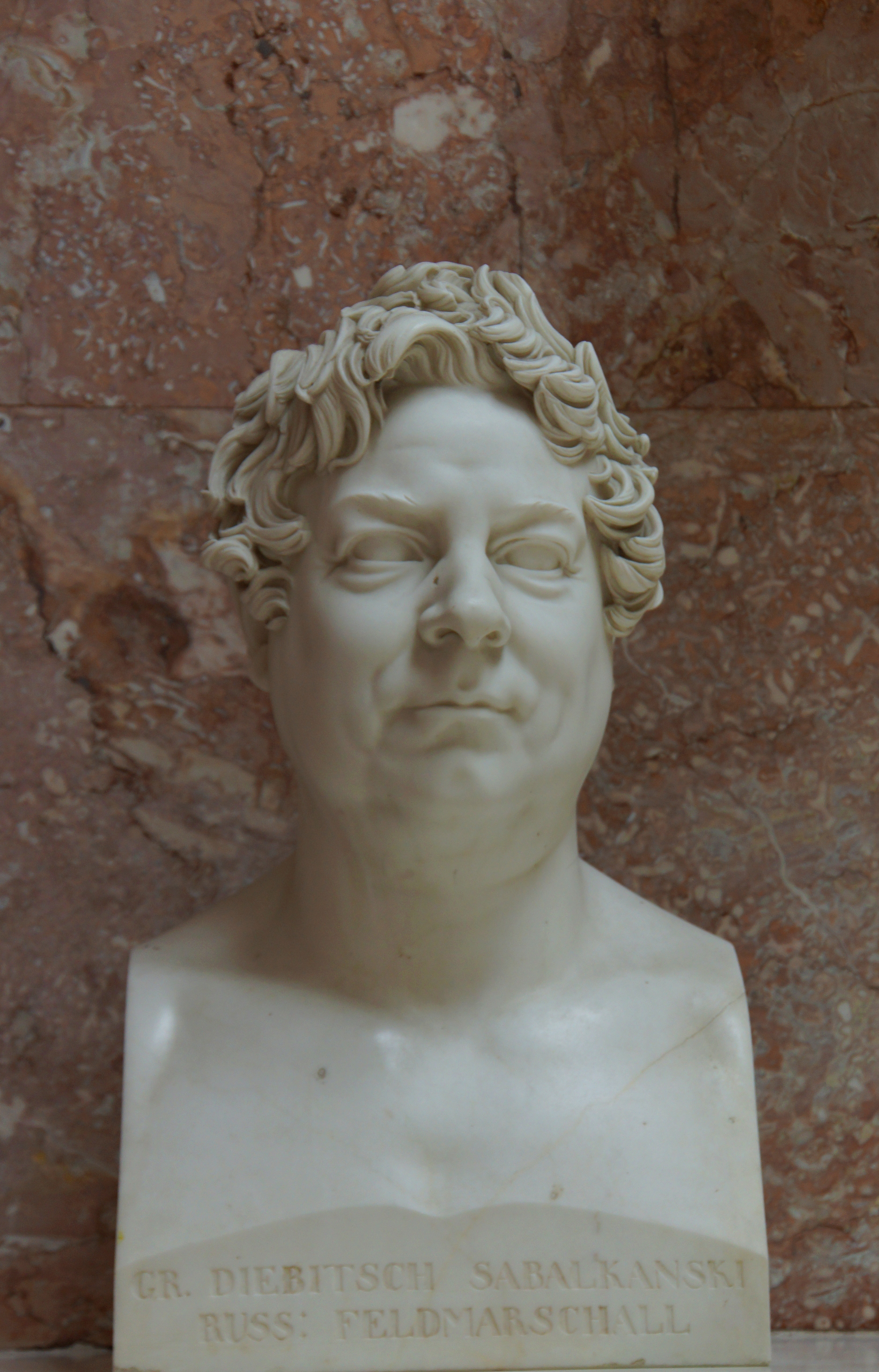
Iwan Dybicz
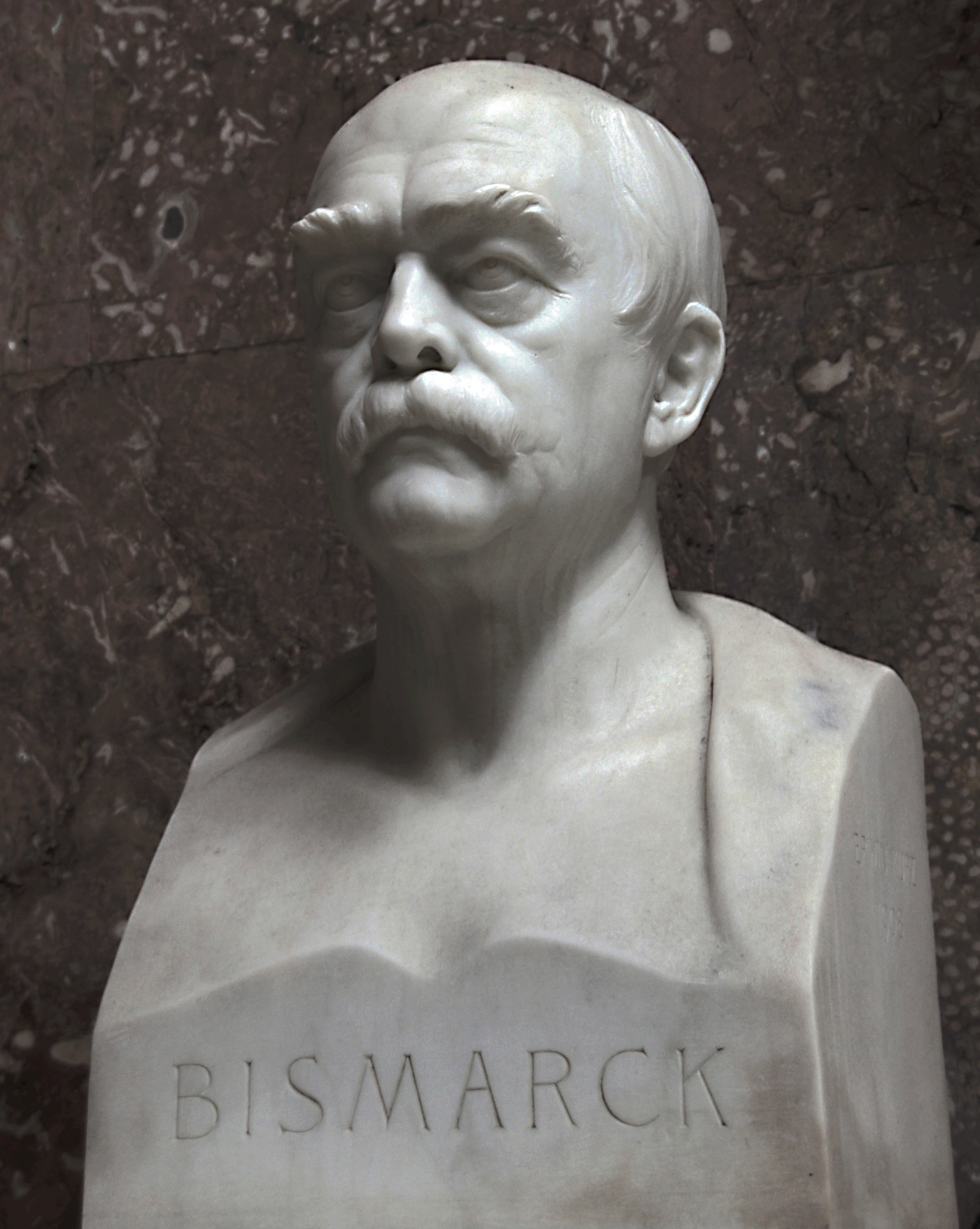
Otto von Bismarck
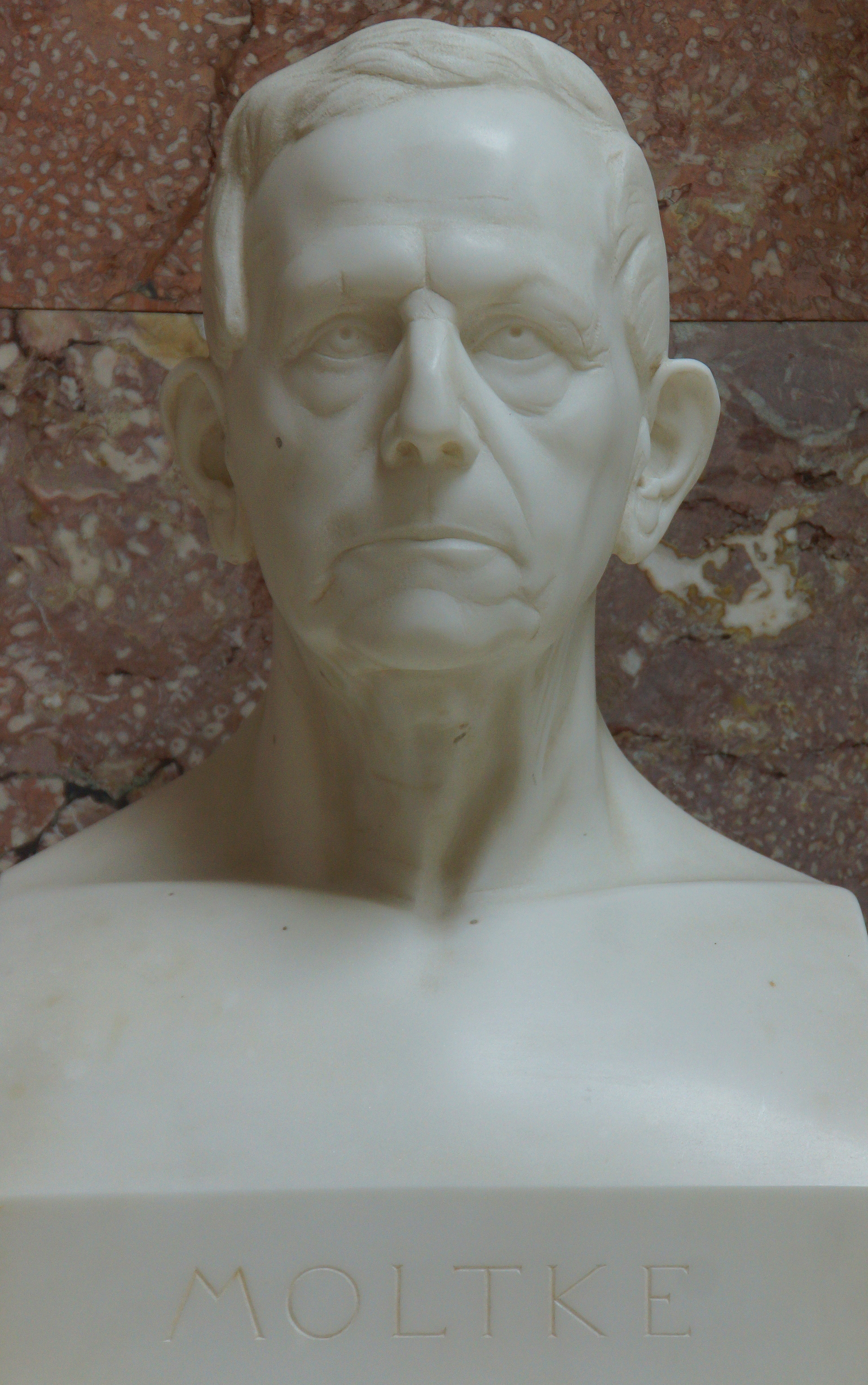
Helmuth von Moltke
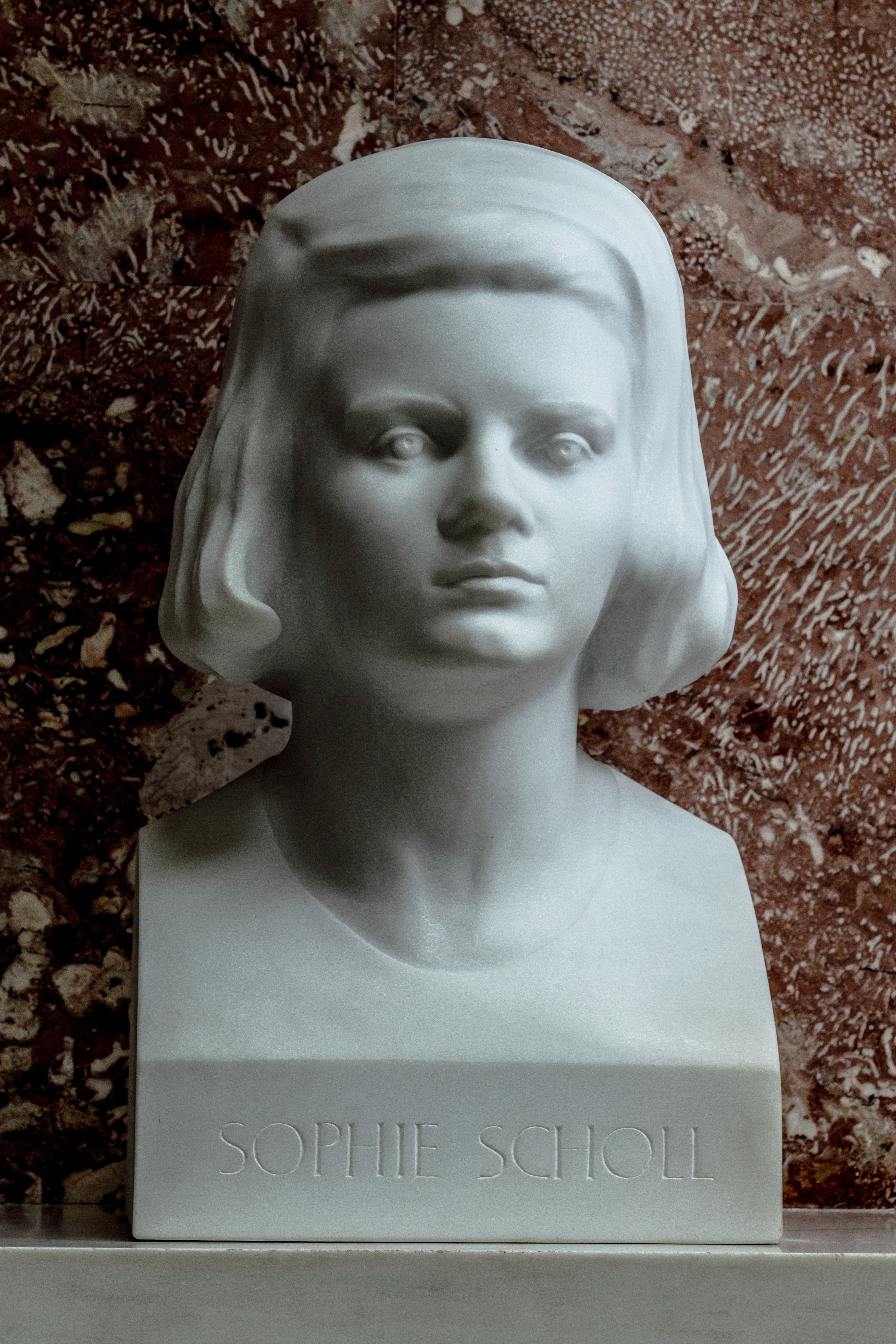
Sophie Scholl
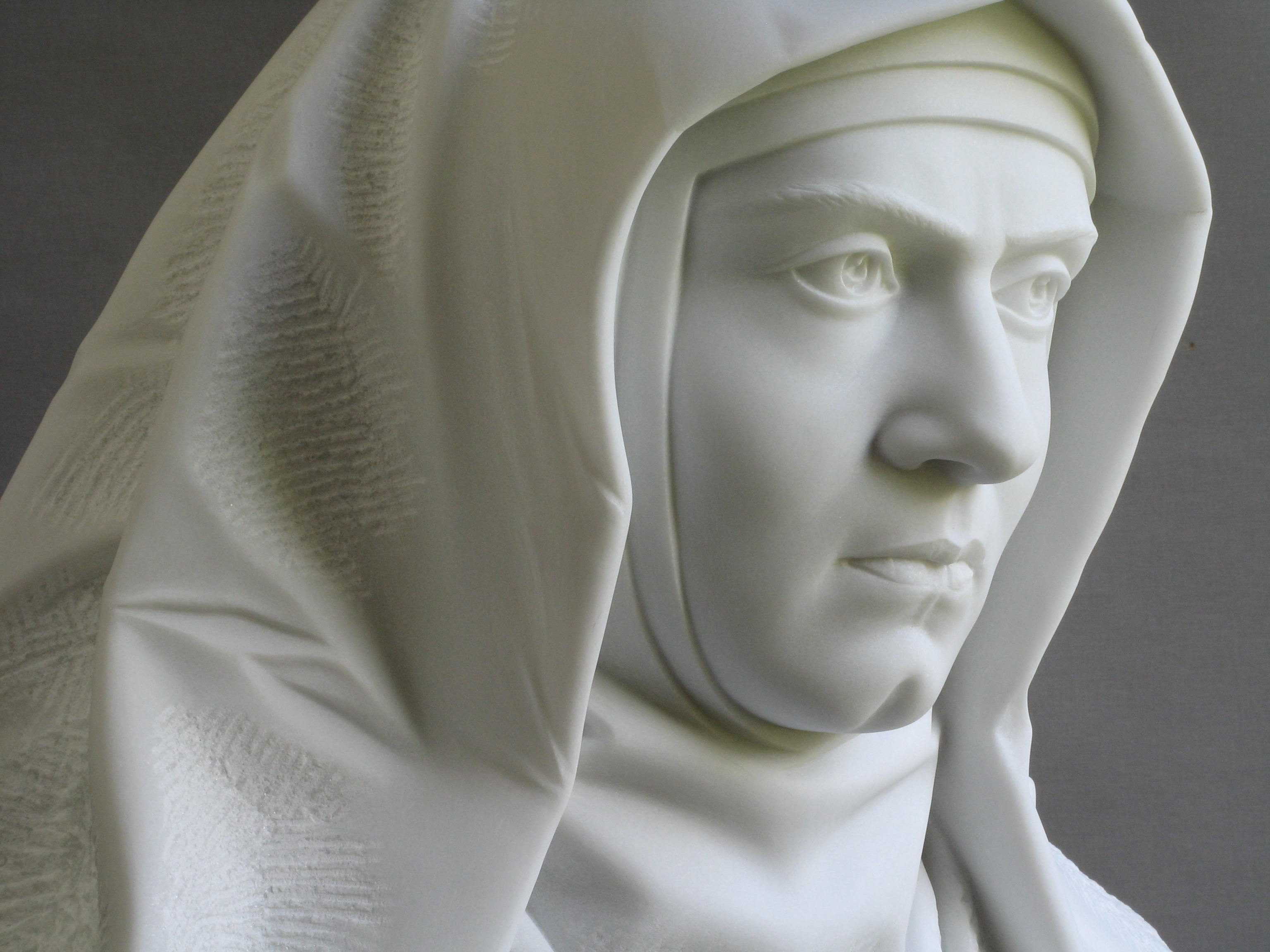
Edyta Stein
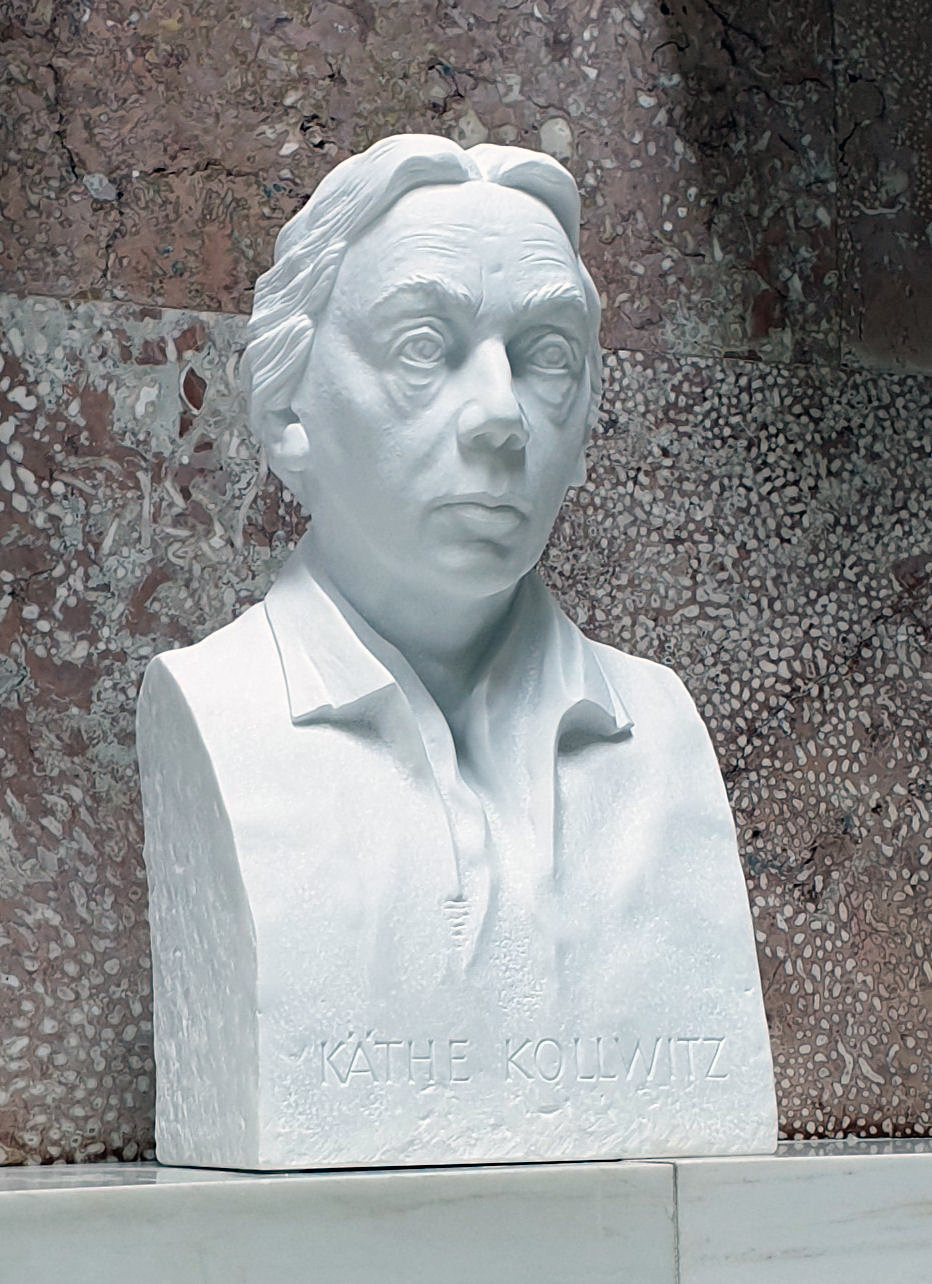
Käthe Kollwitz
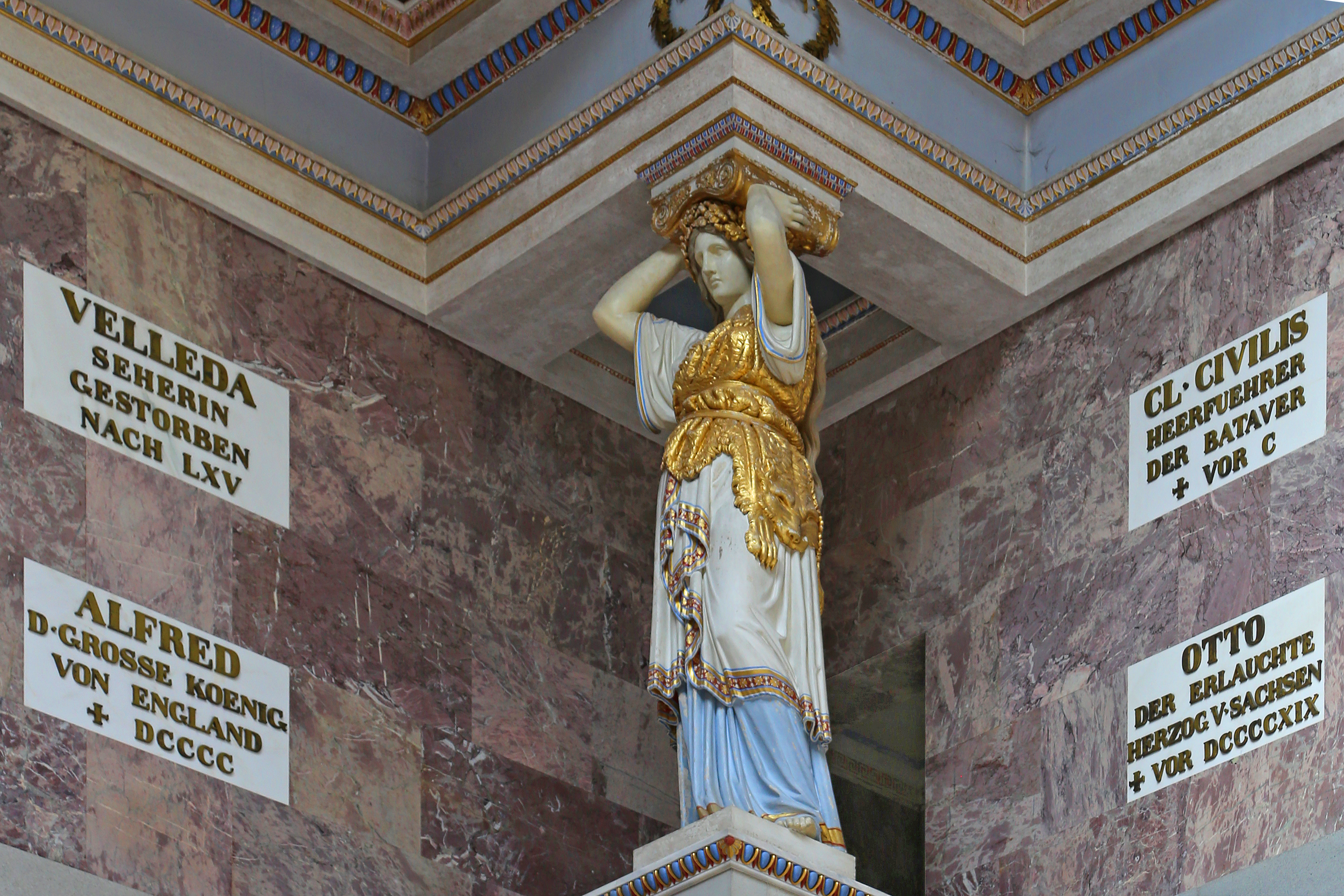
Tablice przy kariatydzie u sufitu
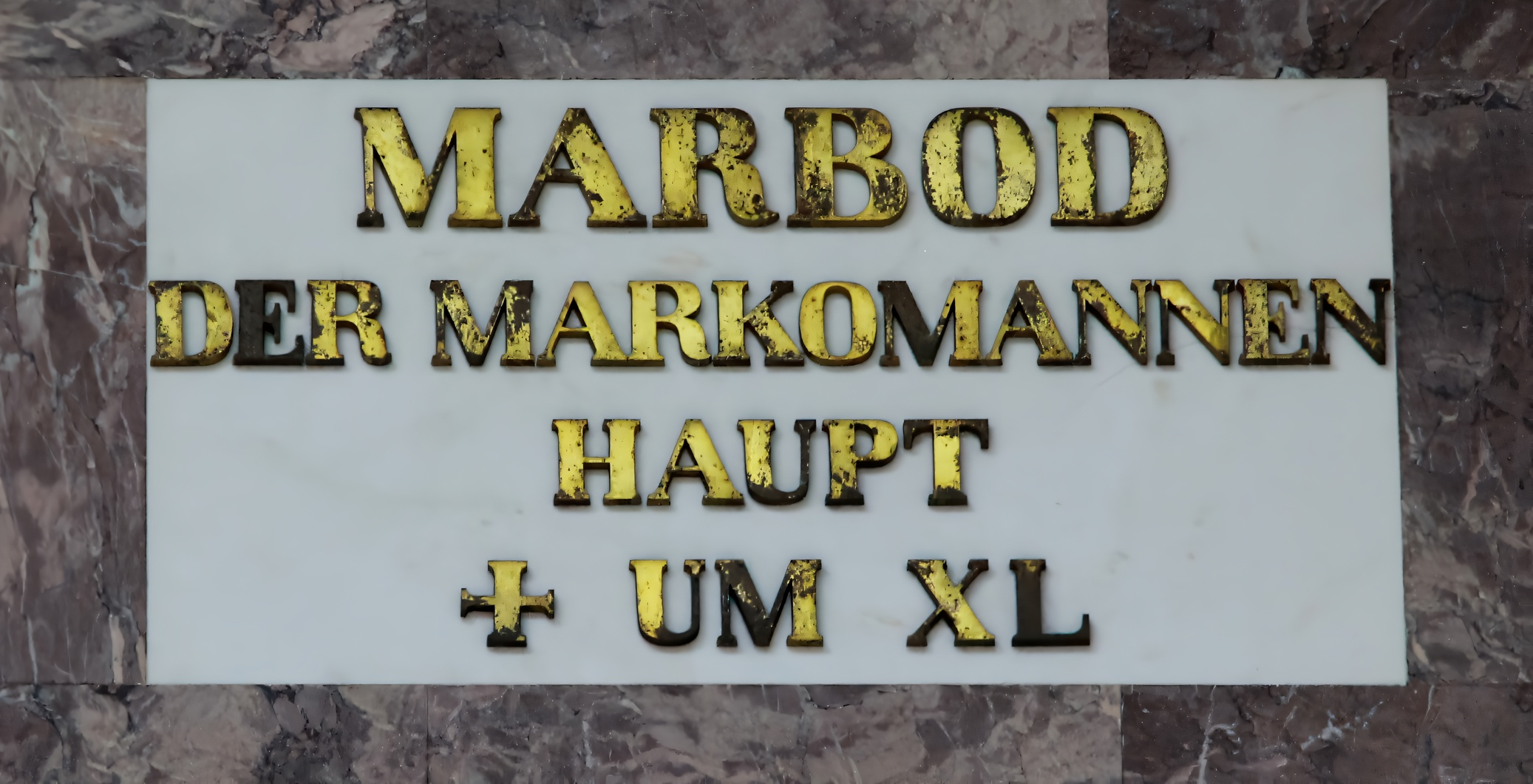
Tablica poświęcona Marbodowi
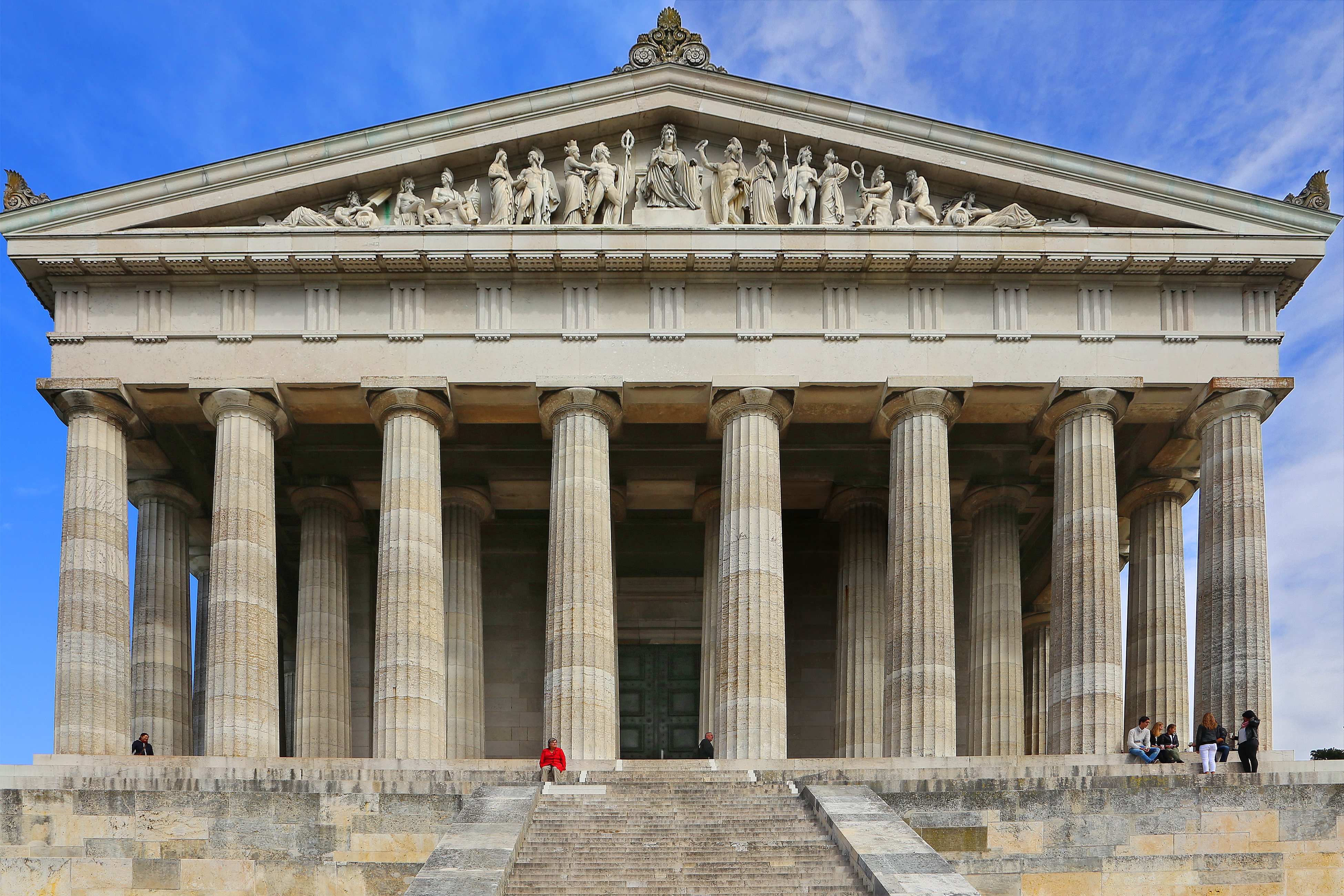
Front Walhalli (od południa i Dunaju)
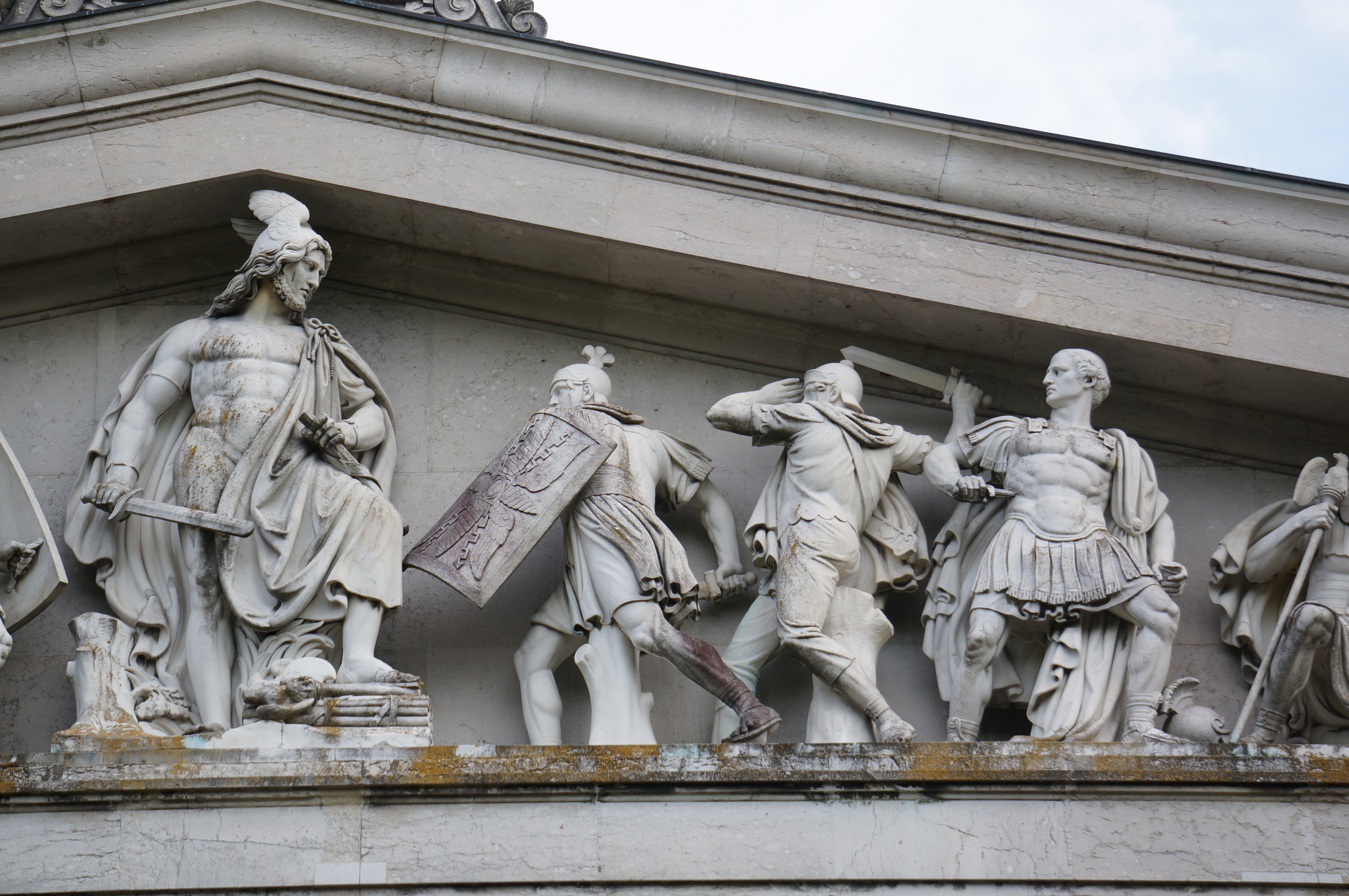
Fragment portalu tylnego
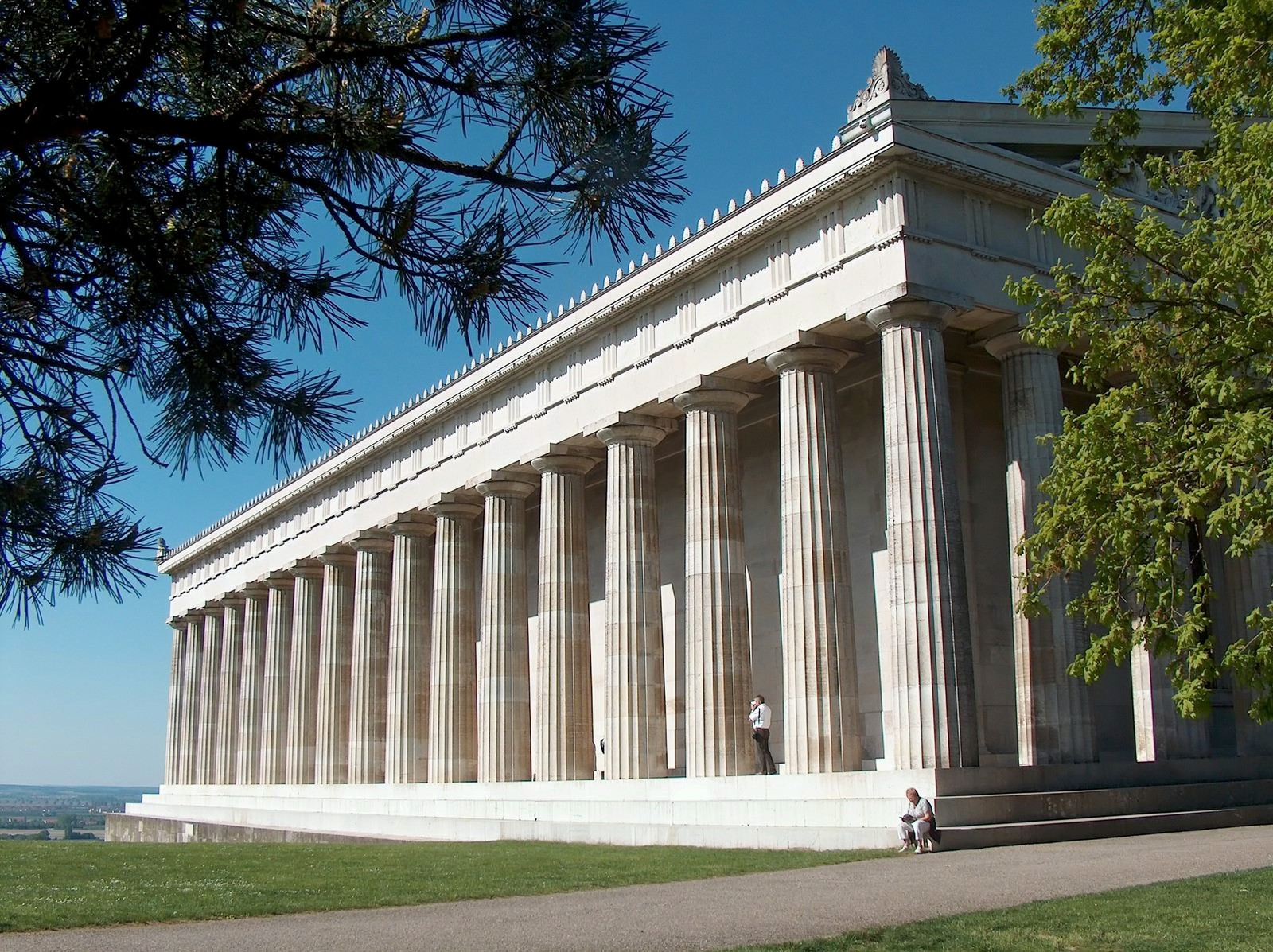
Kolumnada boczna
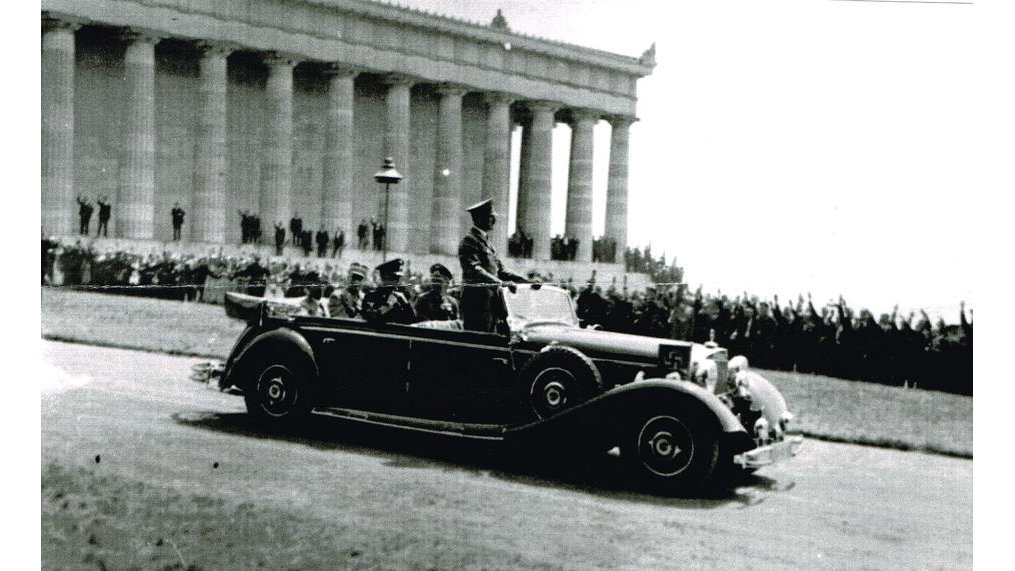
Hitler wizytujący mauzoleum (06.1937)
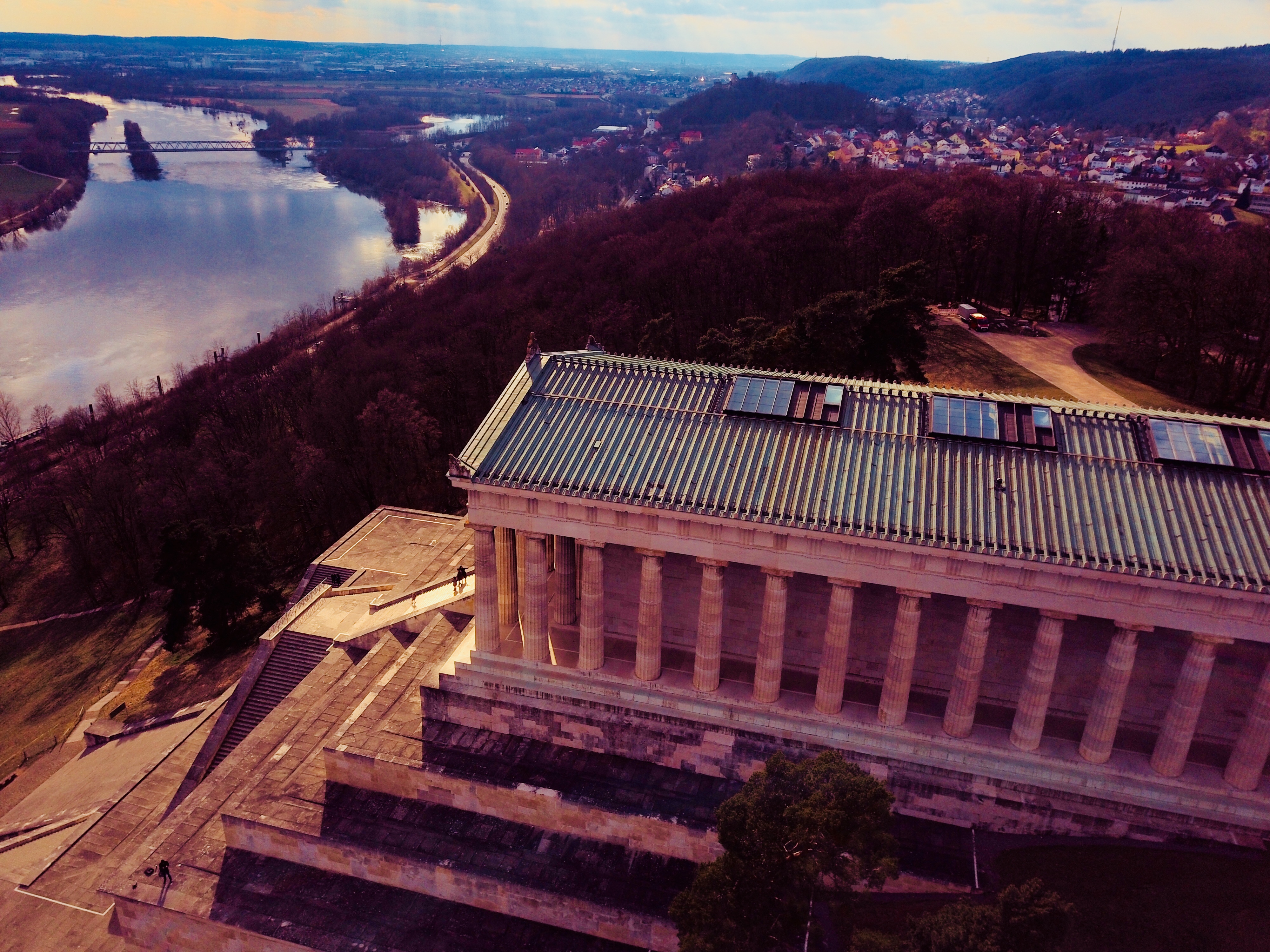
Walhalle i Dunaj z lotu ptaka
- Ruch turystyczny przy obiekcie (wideo)